# Simon Vouet
Simon Vouet (Paris, 9 de janeiro de 1590 — idem, 30 de junho de 1649) foi um pintor barroco francês. 

## Vida
Seu pai, Laurent, era também pintor e o ensinou nos rudimentos da arte - o irmão de Simon, Aubin Vouet (1595-1641) também foi pintor, enquanto que sua esposa Virginia da Vezzo foi modelo para as Virgens e Madonnas de Simon. Simon começou sua carreira como retratista. Depois viajou para a Inglaterra. Passou longos anos na Itália, de 1613 a 1627. Passou a maior parte de seu tempo em Roma. Também visitou Veneza, Bolonha, Gênova e Nápoles. Estudou todos os grandes artistas de seu tempo: Caravaggio, Paolo Veronese, Guercino e Guido Reni. Tornou-se também presidente da Academia de São Lucas. 
Voltou para a França em 1627 e adaptou seu estilo aos grandes temas decorativos de Luis XIII e de Richelieu. Tornou-se o primeiro pintor do Rei. Trabalhou em obras para o Louvre, o Palácio do Luxemburgo e o Château de Saint-Germain-en-Laye. Em 1632, trabalhou para para o Cardeal Richelieu no Palais Royal e no Castelo de Malmaison. 
Teve alunos importantes, tais como Philippe de Champaigne, Nicolas Poussin e Charles le Brun, seu aluno mais influente, que organizou todas as pinturas interiores do Palácio de Versalhes. Outros alunos foram Valentin de Boulogne, Pierre Mignard, Eustache Le Sueur, Nicolas Chaperon, Claude Mellan e o artista flamengo Abraham Willaerts. Vouet também foi amigo de Claude Vignon.

## Galeria de pinturas (cronológica)

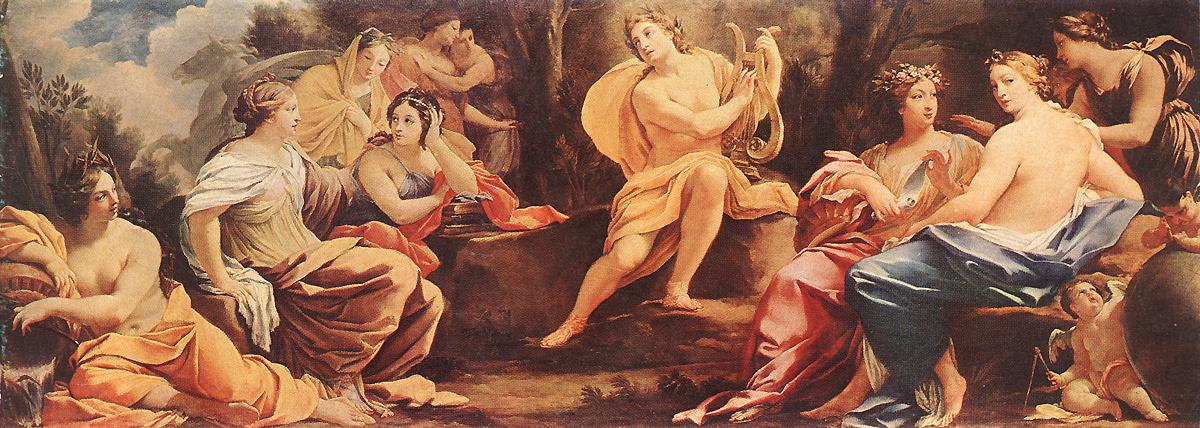
Parnassus, ou Apolo e as Musas (c. 1640), Museu de Belas Artes, Budapeste

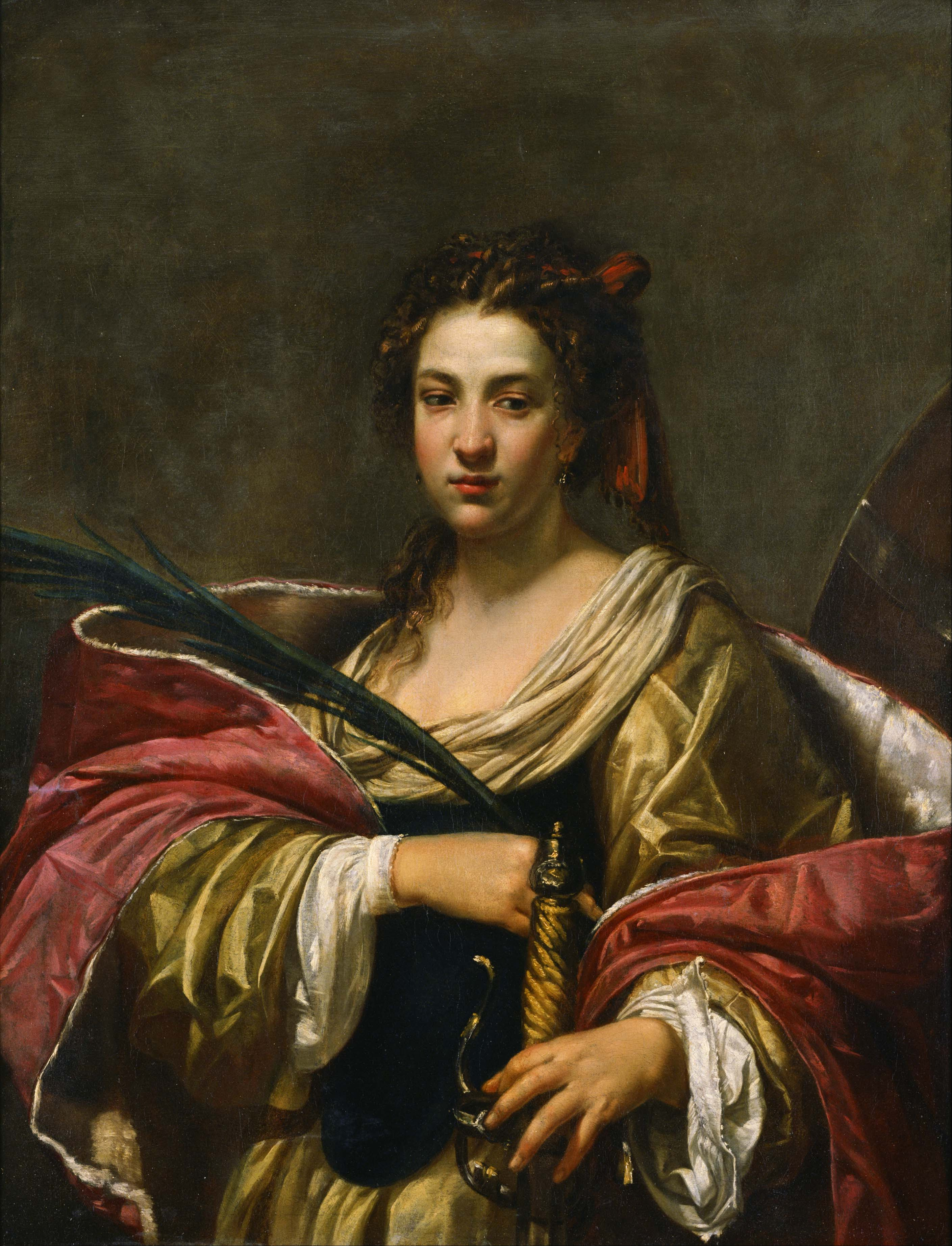
Santa Catarina (nd), Museu Nacional de Arte Ocidental , Tóquio
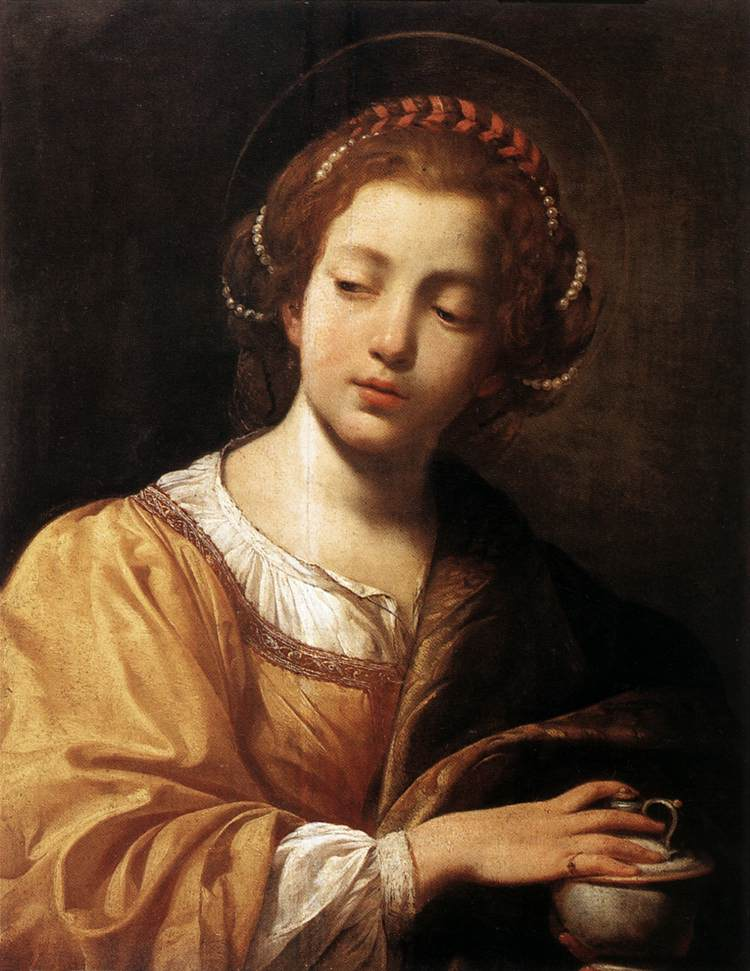
Maria Madalena (1614–1615), Palácio do Quirinal, Roma
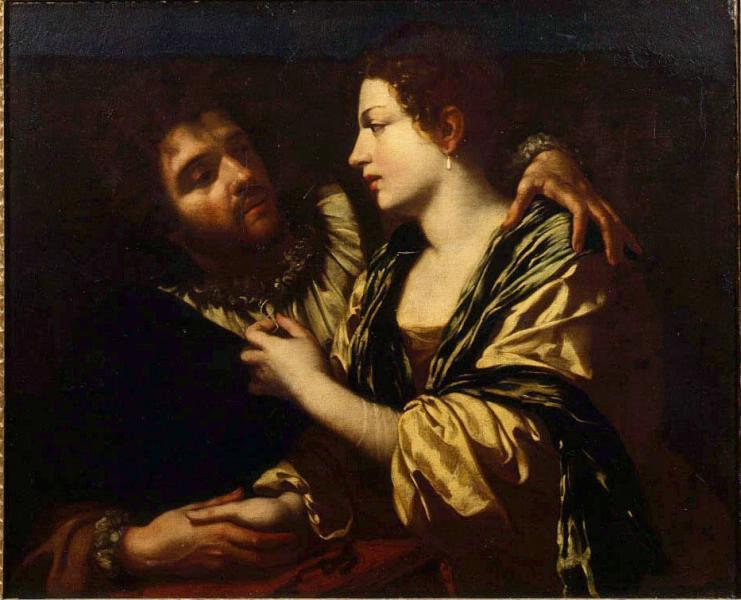
Amantes (1614-1618), Museu Pushkin, Moscou
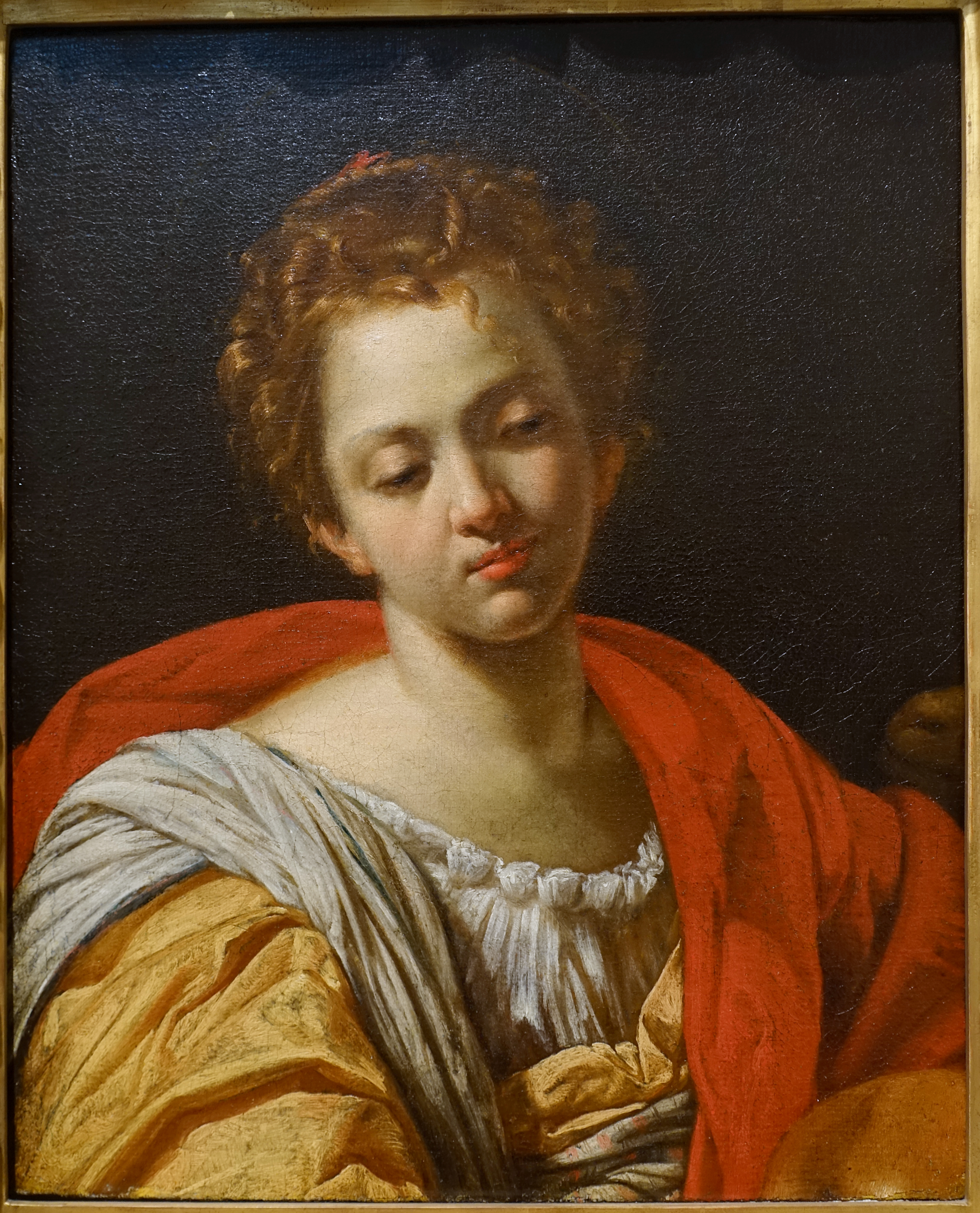
Santa Inês (c. 1615), Museu de Arte de Blanton
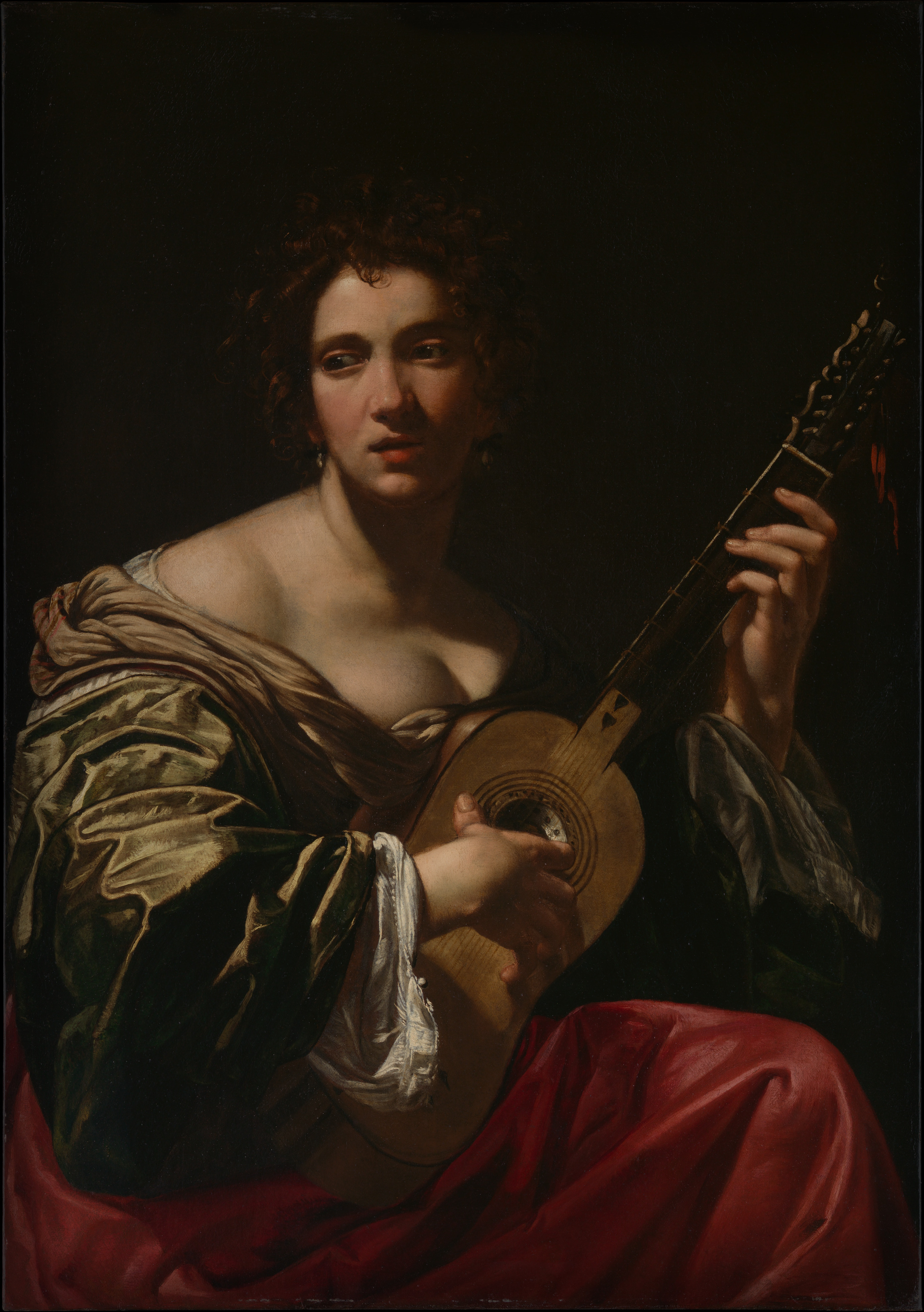
Mulher tocando violão (c. 1618), Metropolitan Museum of Art
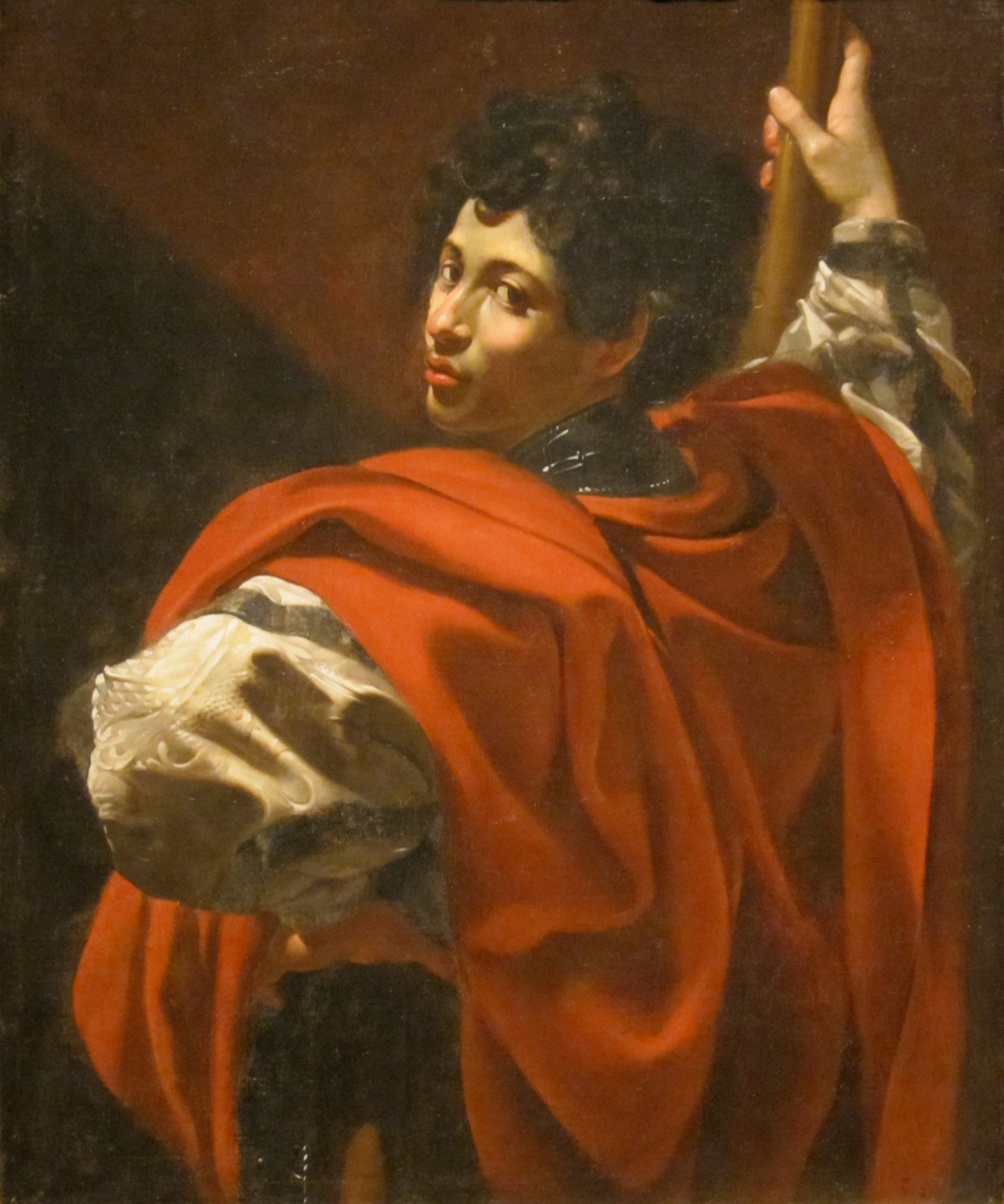
O Halberdier (c. 1615–1620), Dayton Art Institute
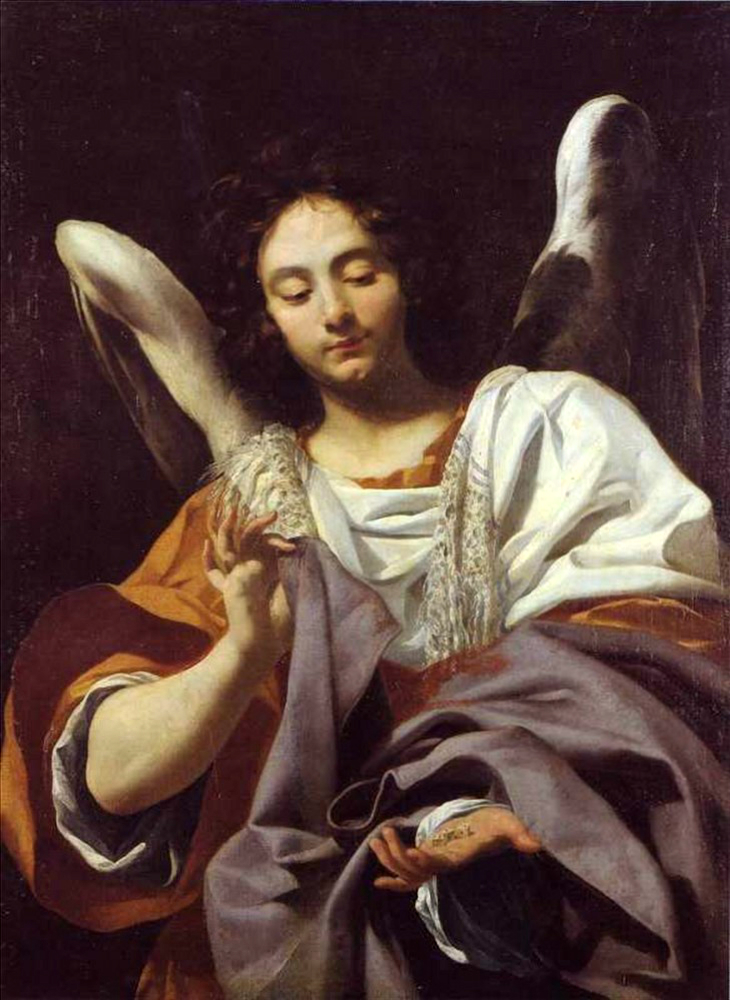
Anjo com dados e túnica (1615–1625), Museo di Capodimonte, Nápoles
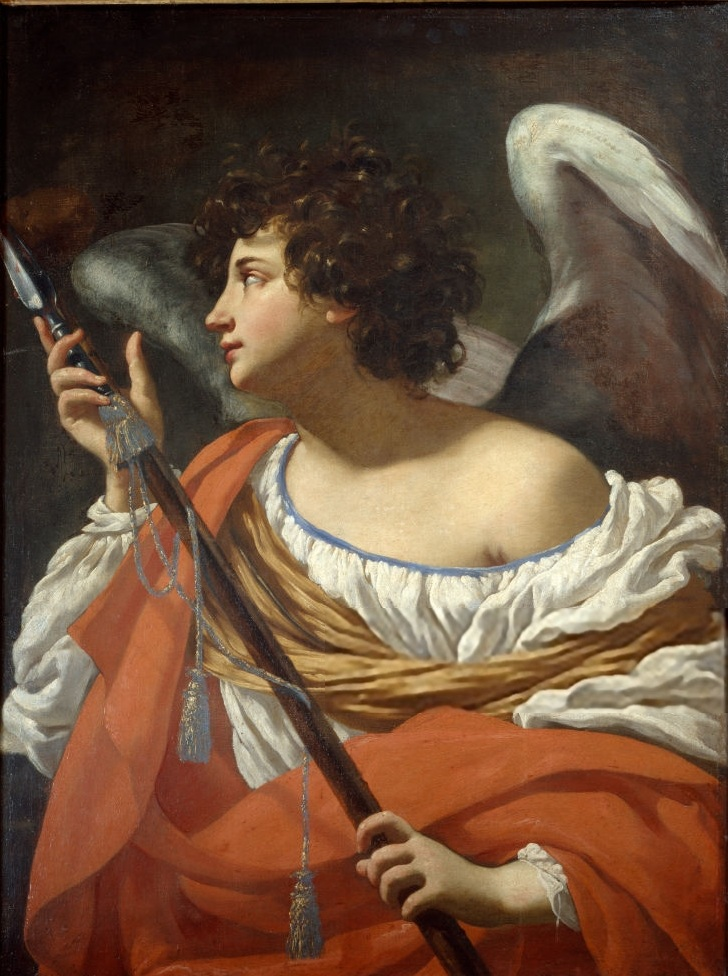
Anjo com a lança da paixão (1615–1625), Museo di Capodimonte, Nápoles
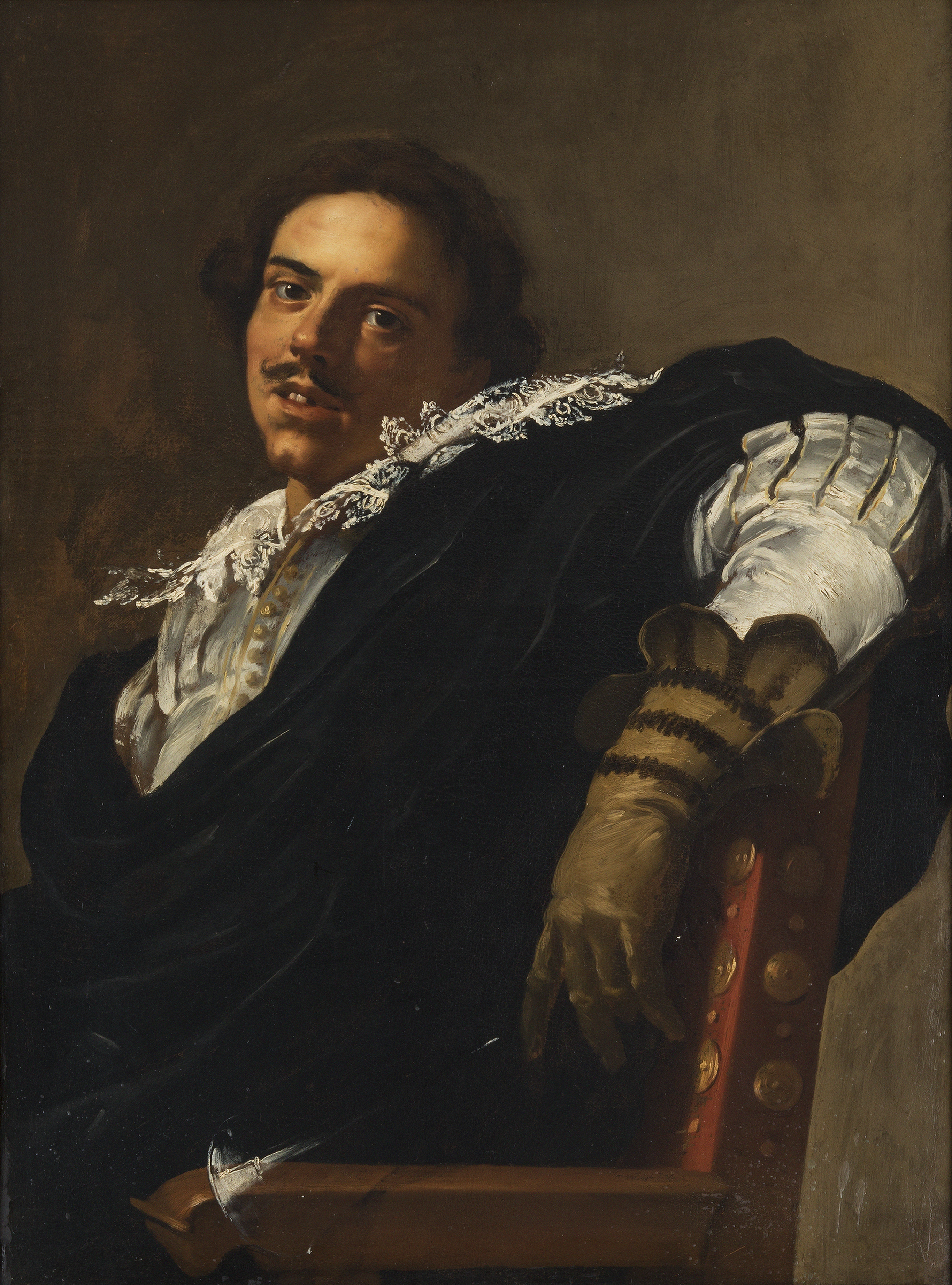
Retrato de um cavalheiro (c. 1620), Museu de Arte de Blanton
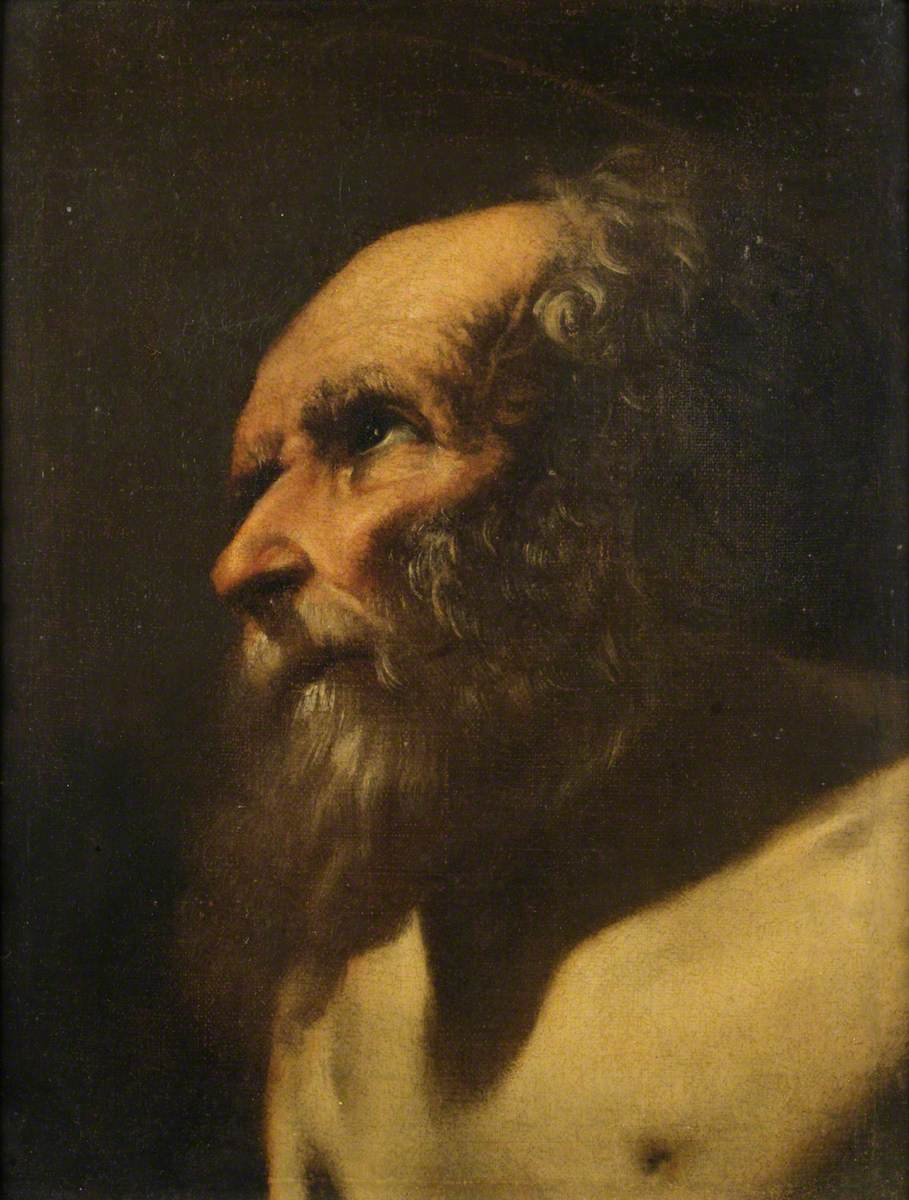
São Jerônimo (c. 1620), Biblioteca Nacional do País de Gales, Aberystwyth
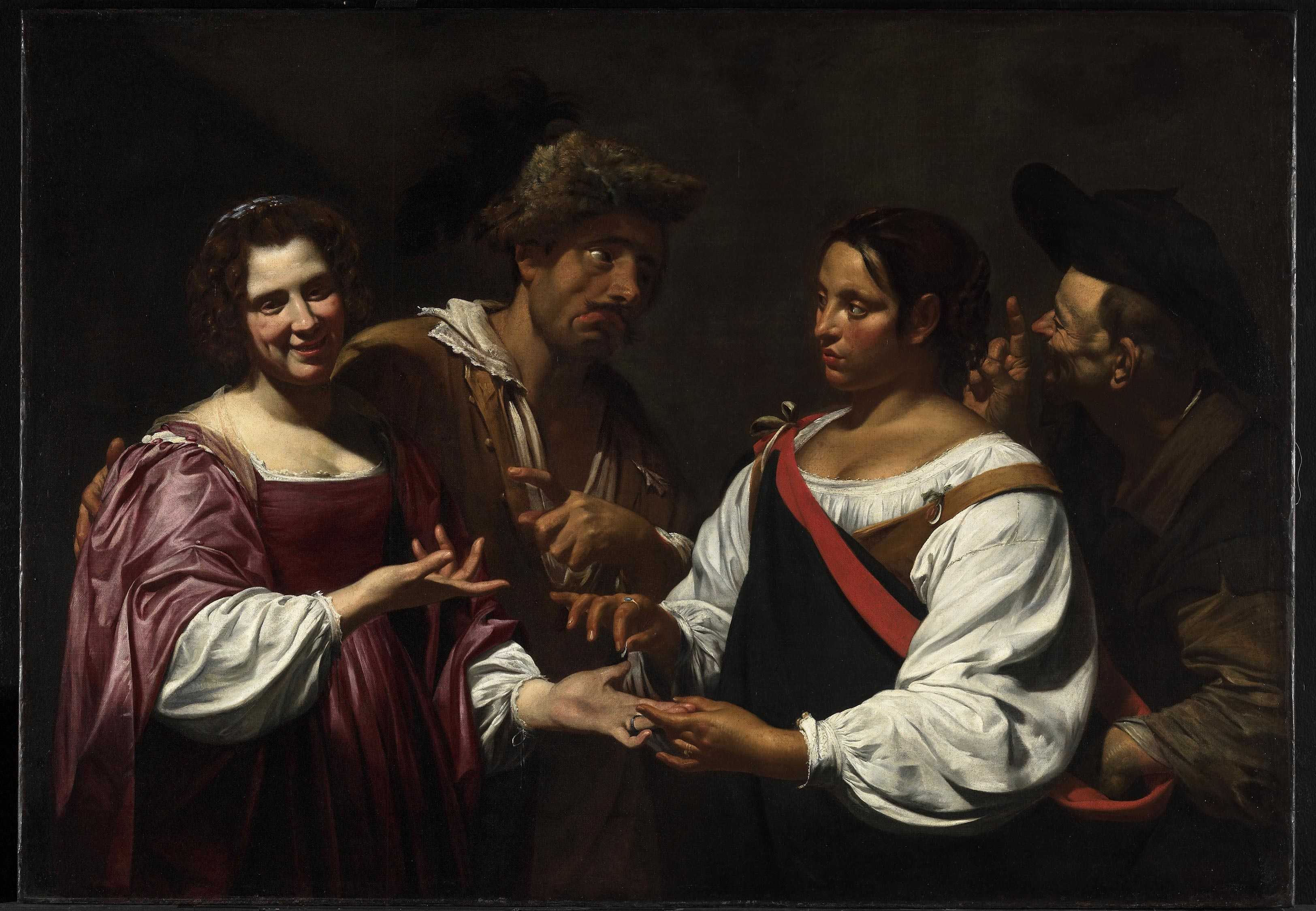
O cartomante (c. 1620), National Gallery of Canada
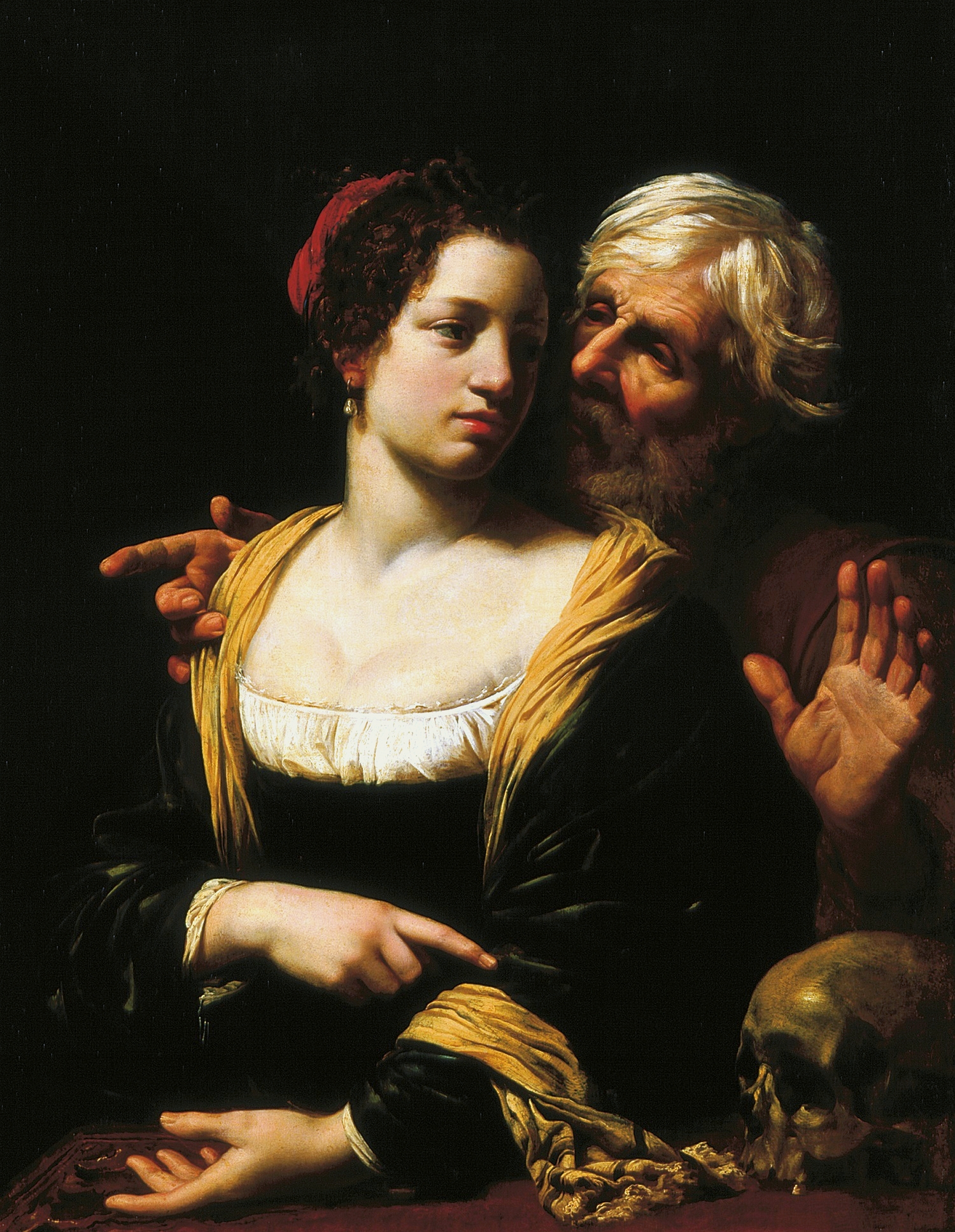
O casal incompatível (Vanitas) (c. 1621), Museu Nacional, Varsóvia
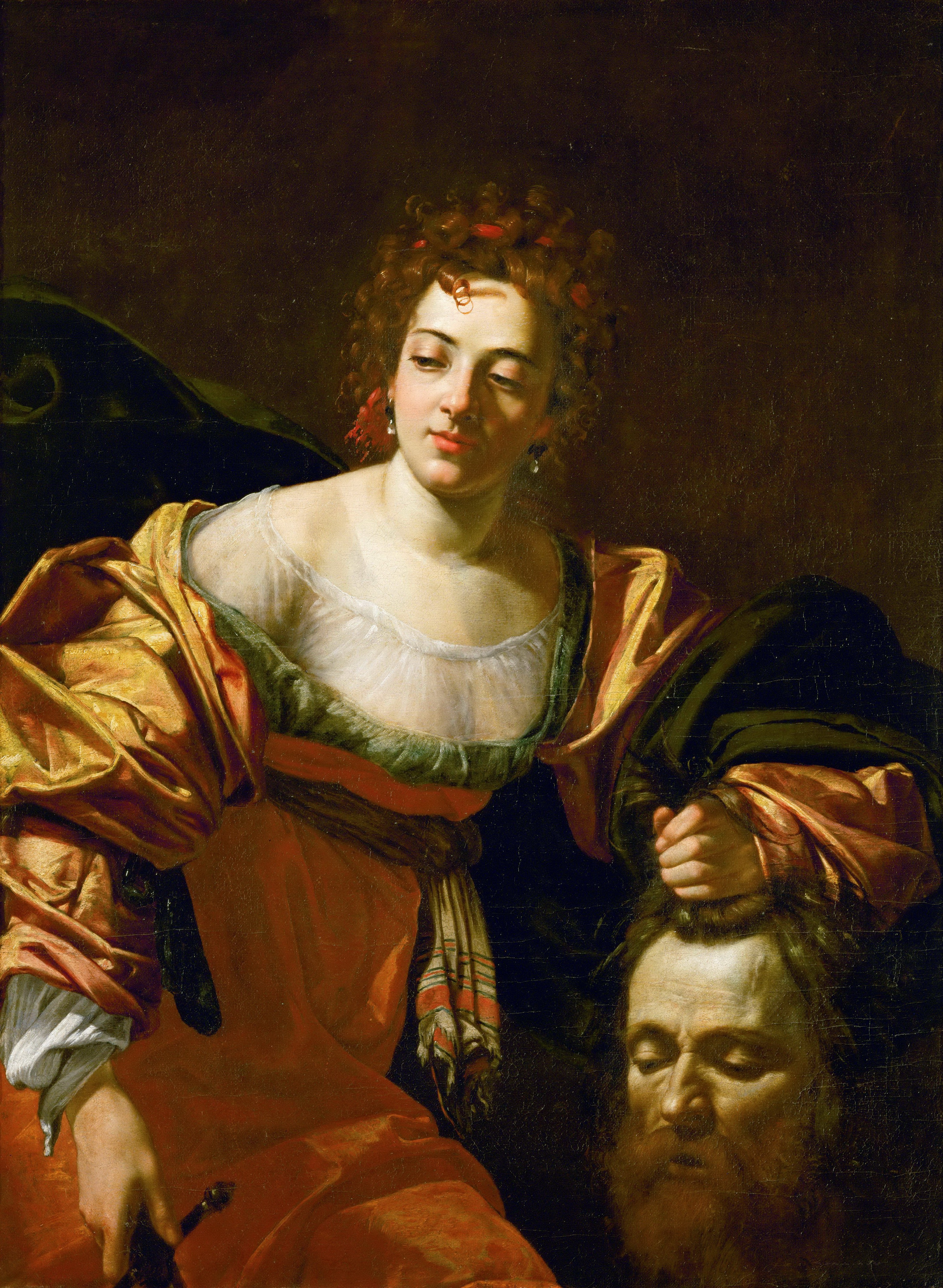
Judith (1620–1622), Kunsthistorisches Museum, Viena
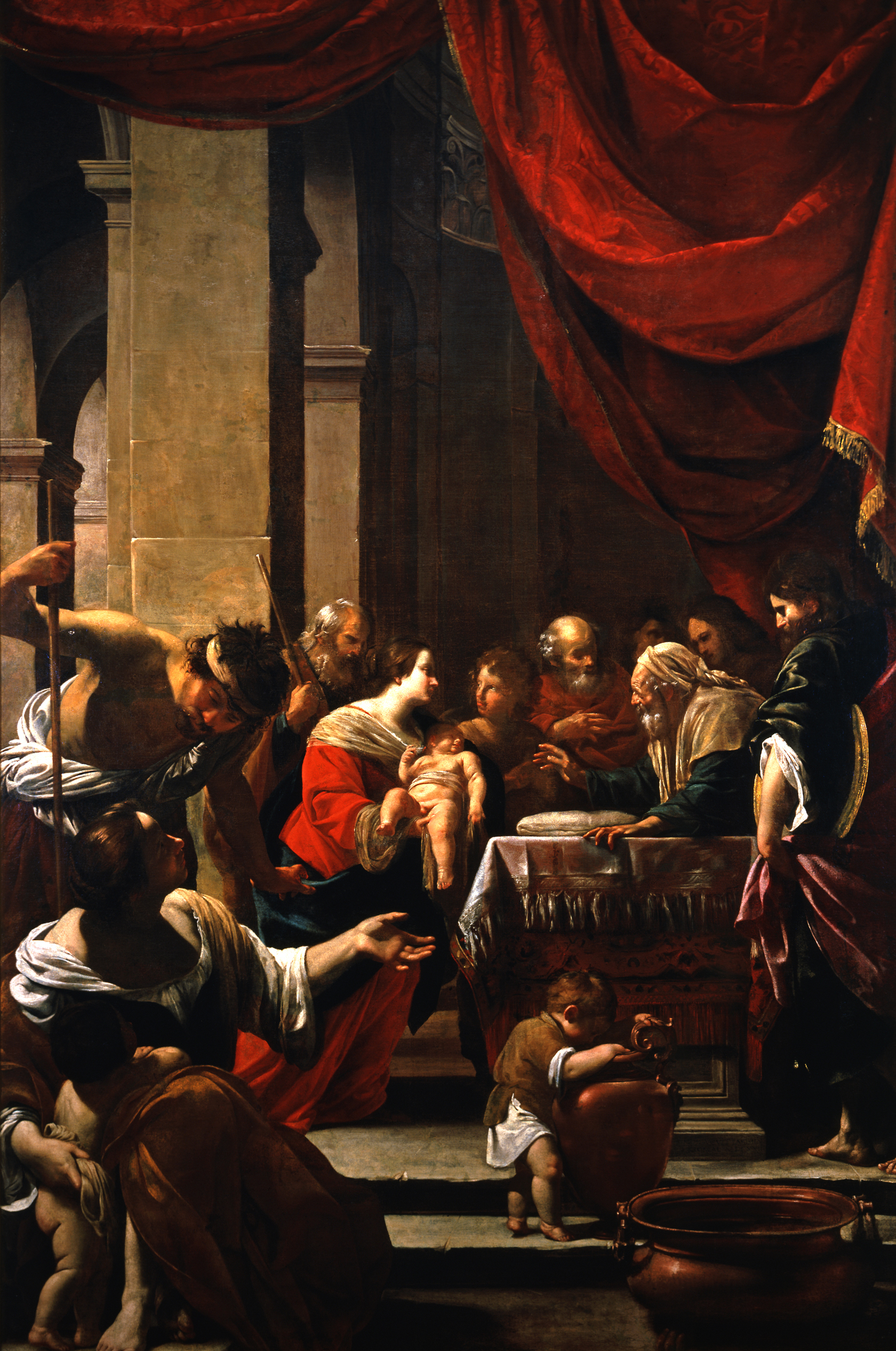
Circuncisão de Jesus (1622), Museo di Capodimonte, Napoles
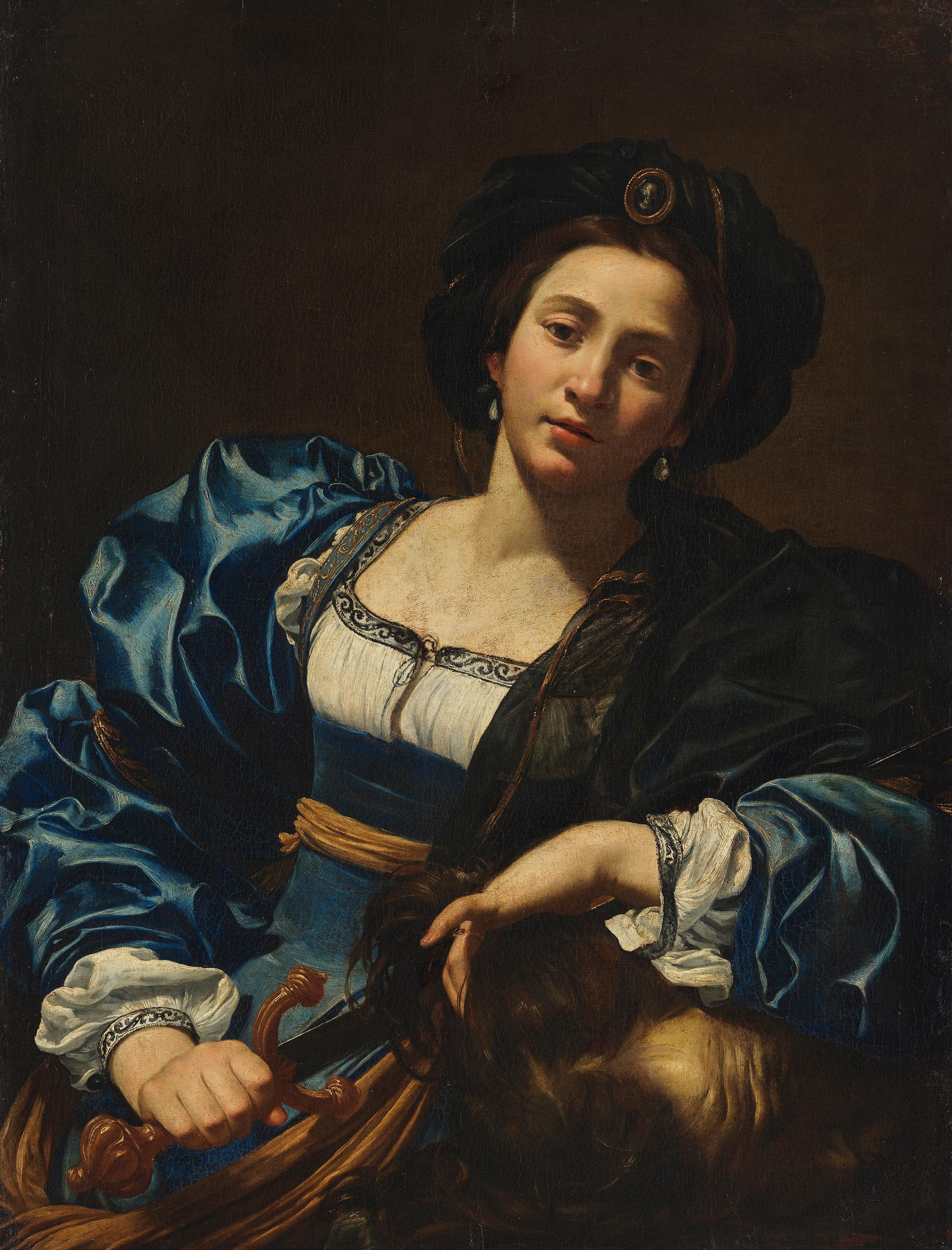
Judith (c. 1620–1625), Alte Pinakothek, Munique
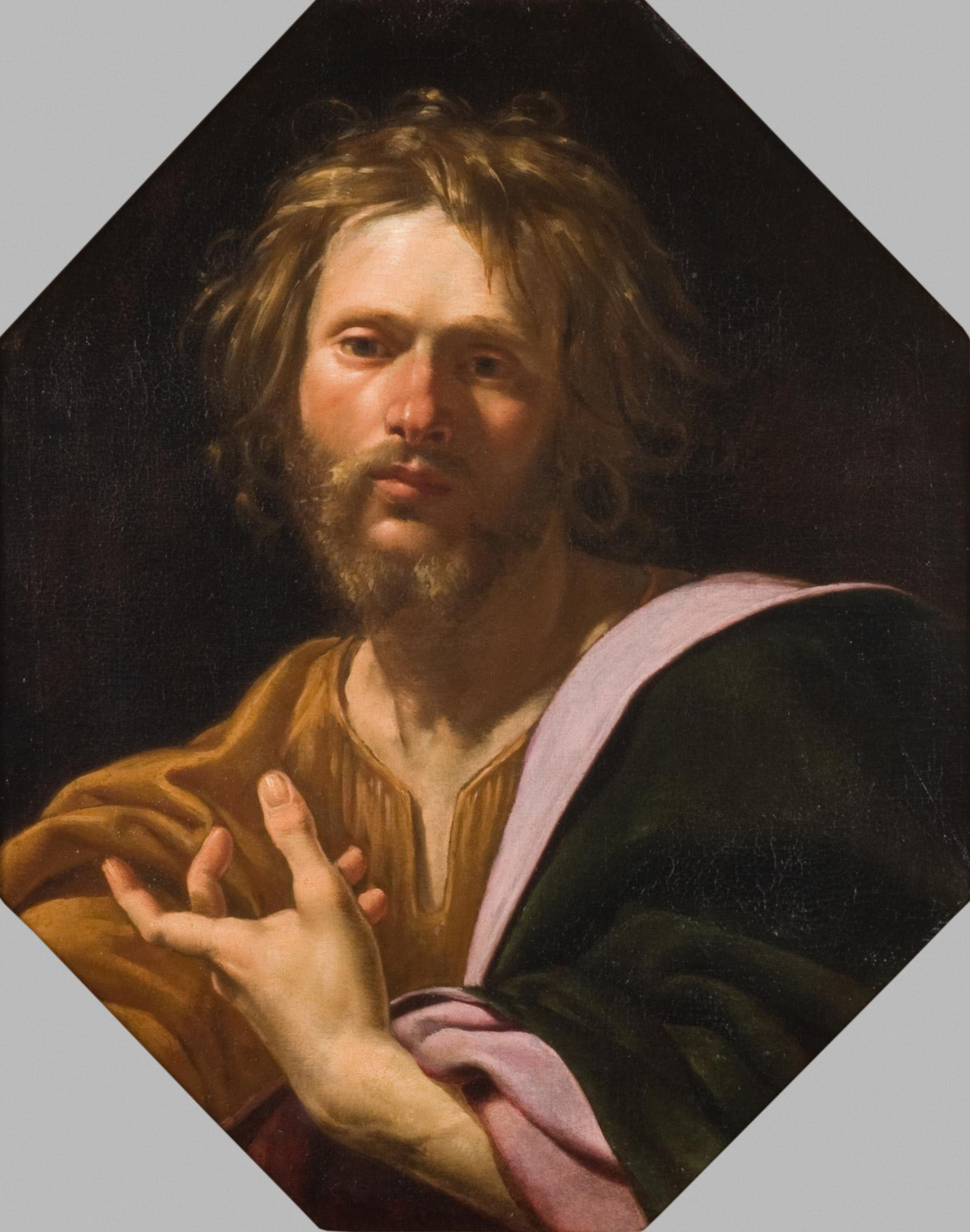
Saint Luke (1622–1625), Philadelphia Museum of Art
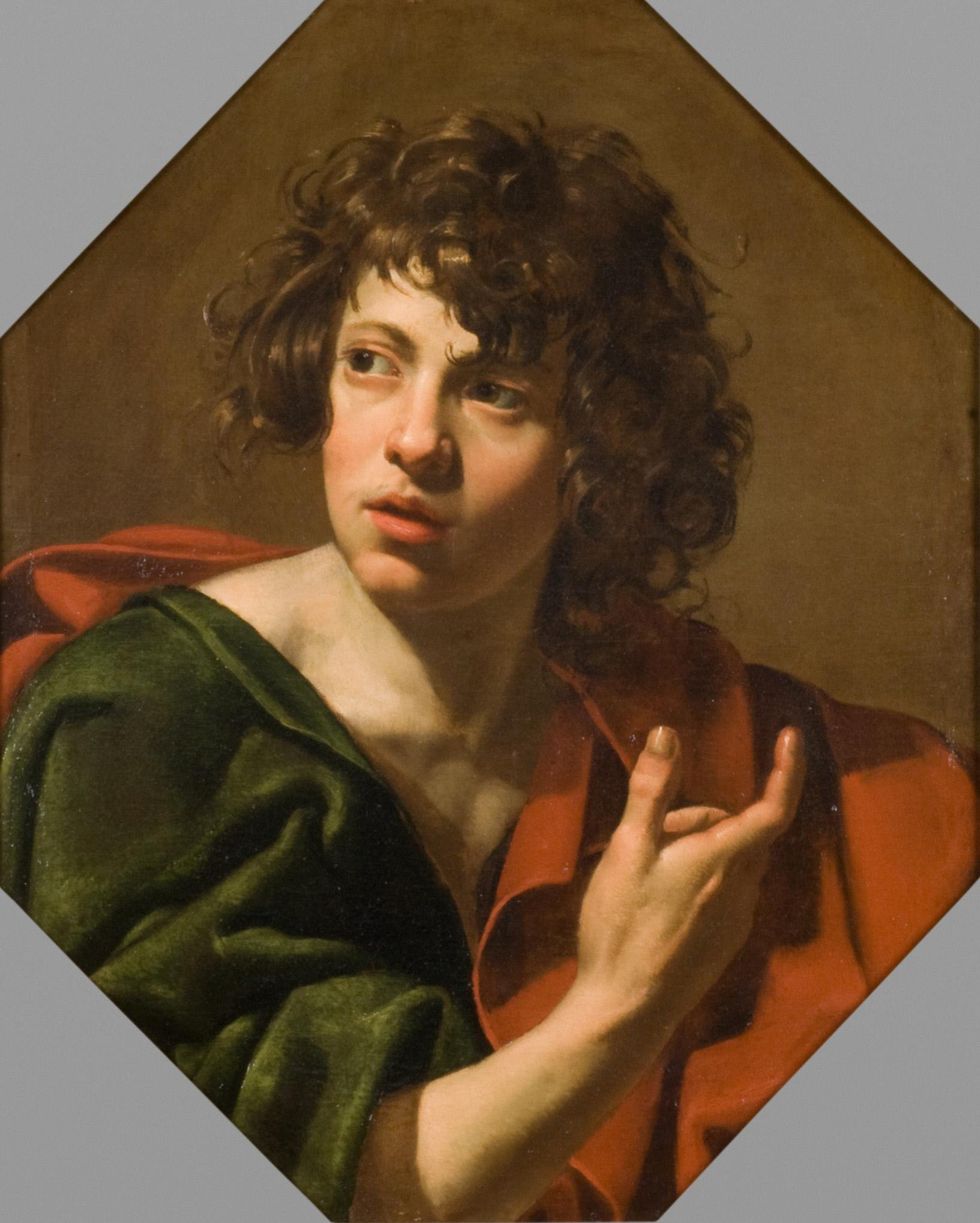
Saint John (1622–1625), Philadelphia Museum of Art
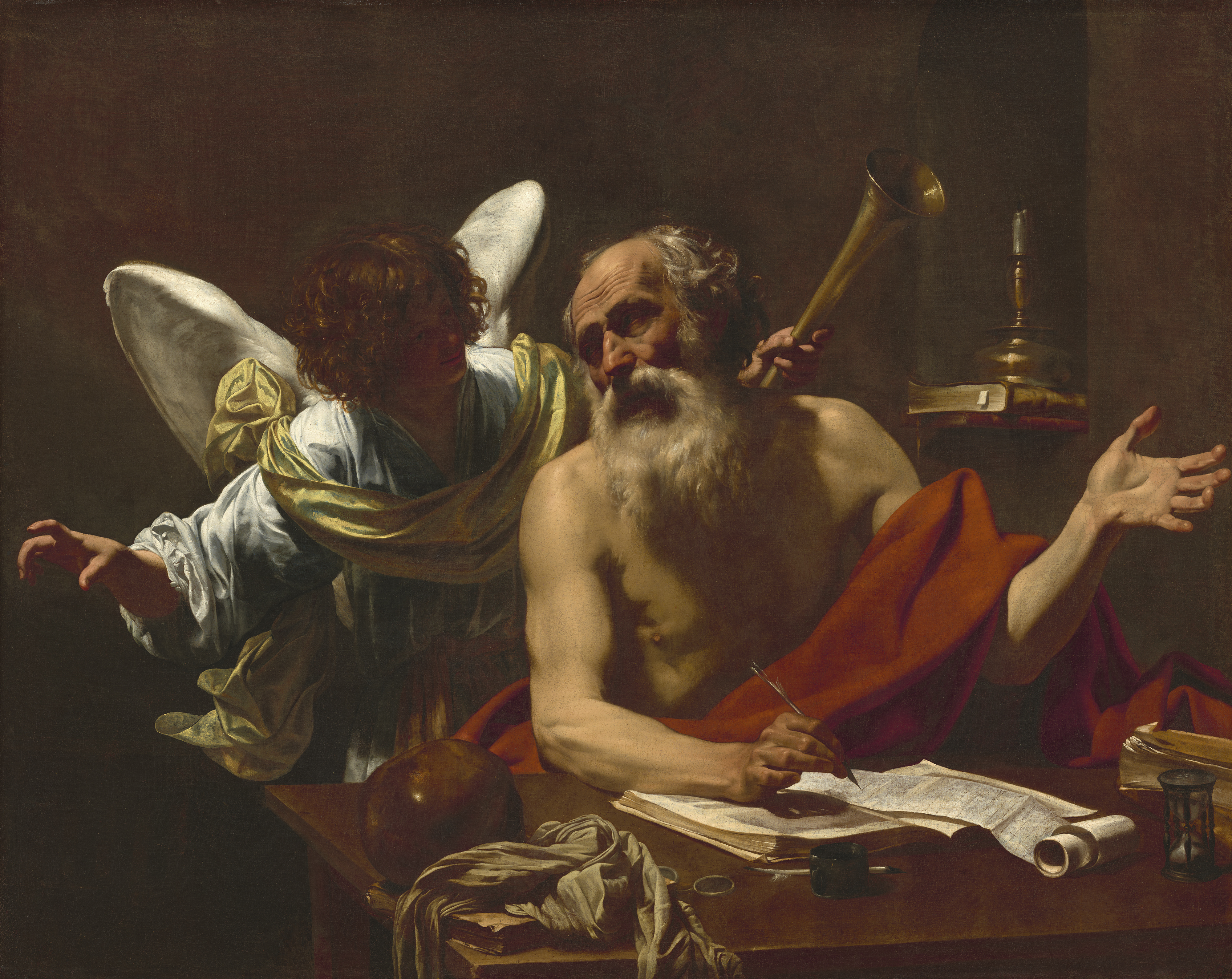
Saint Jerome and the Angel (c. 1622–1625), National Gallery of Art, Washington, D.C.
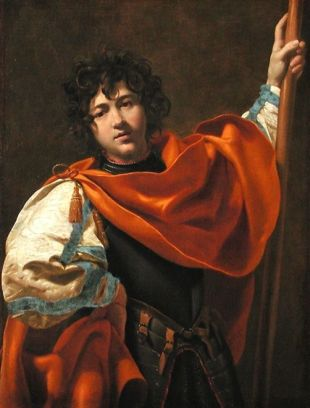
Saint William of Aquitaine (1622–1627), Louvre
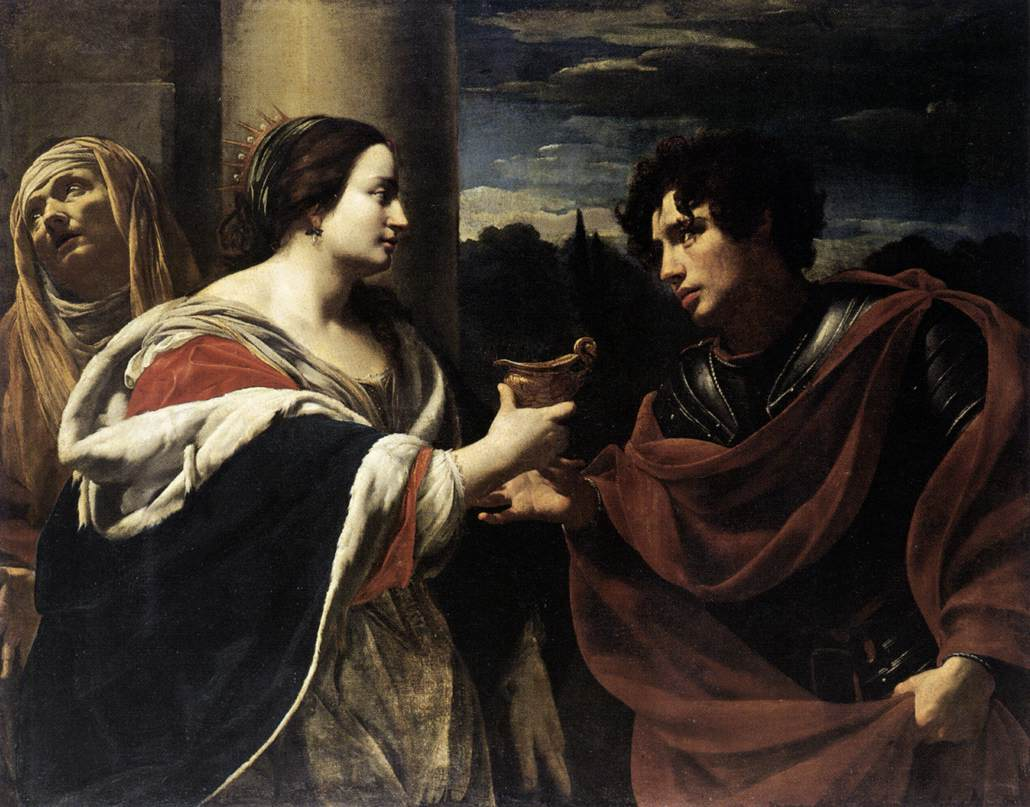
Sophonisba Recebendo o Cálice Envenenado (c. 1623), Gemäldegalerie Alte Meister
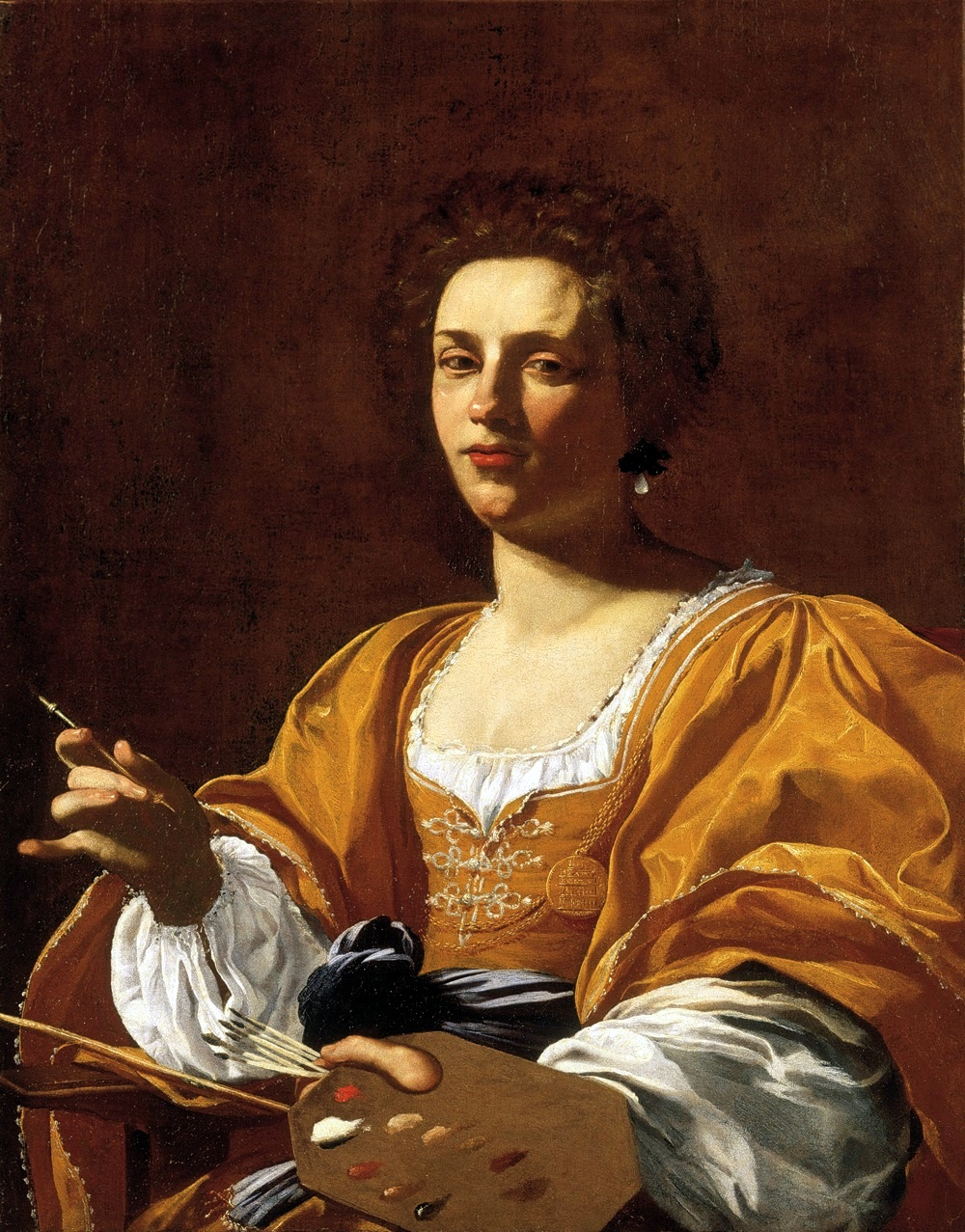
Retrato de Artemisia Gentileschi com instrumentos de pintura (c. 1623–1625), coleção particular
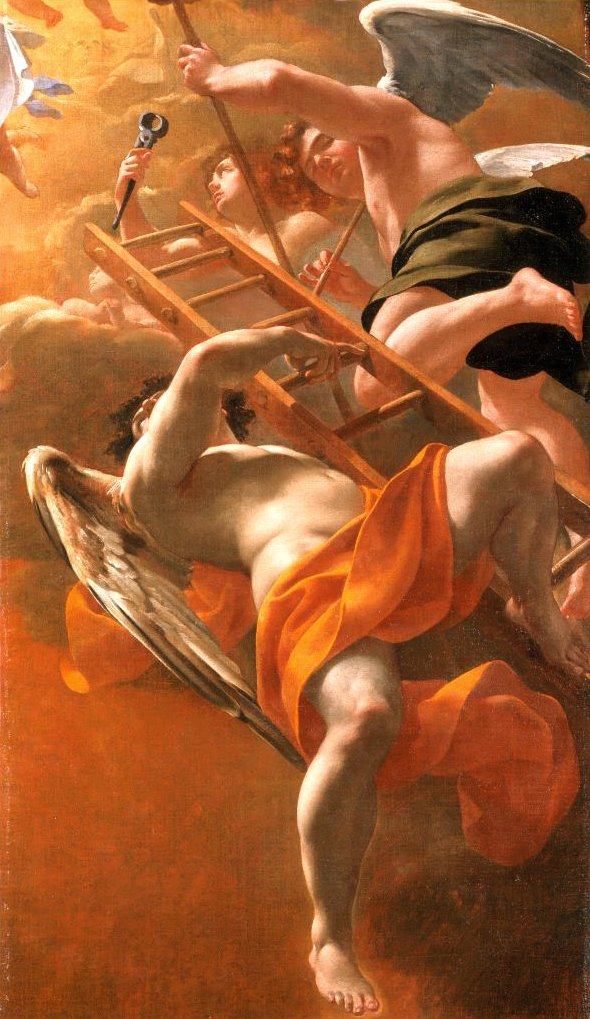
Anjos carregando instrumentos da paixão (1625), Musée des Beaux-Arts et d'Archéologie de Besançon
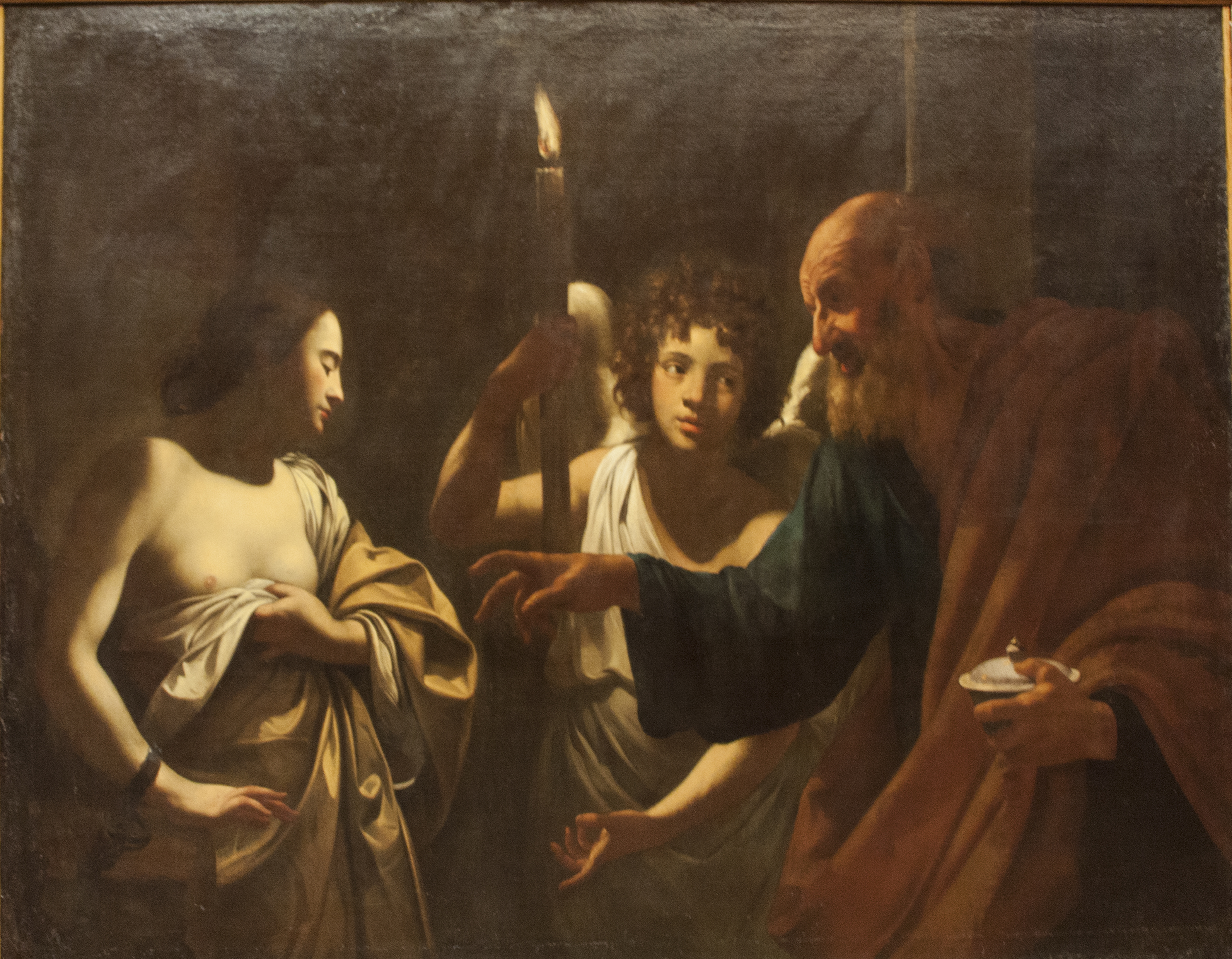
Visão de Santa Ágata de São Pedro na Prisão (c. 1625), Palazzo Abatellis, Palermo
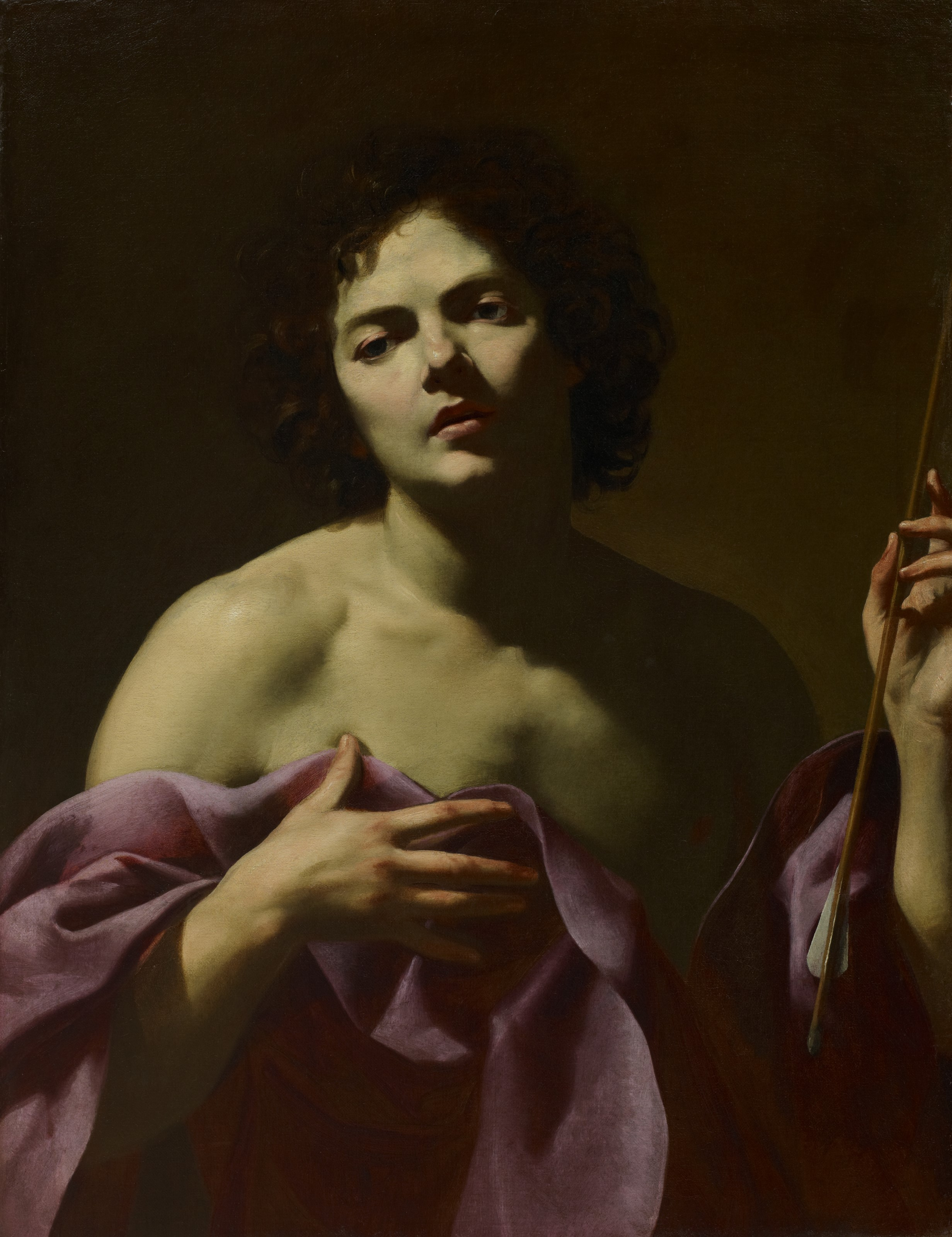
São Sebastião (c. 1625), Museu de Belas Artes, Houston
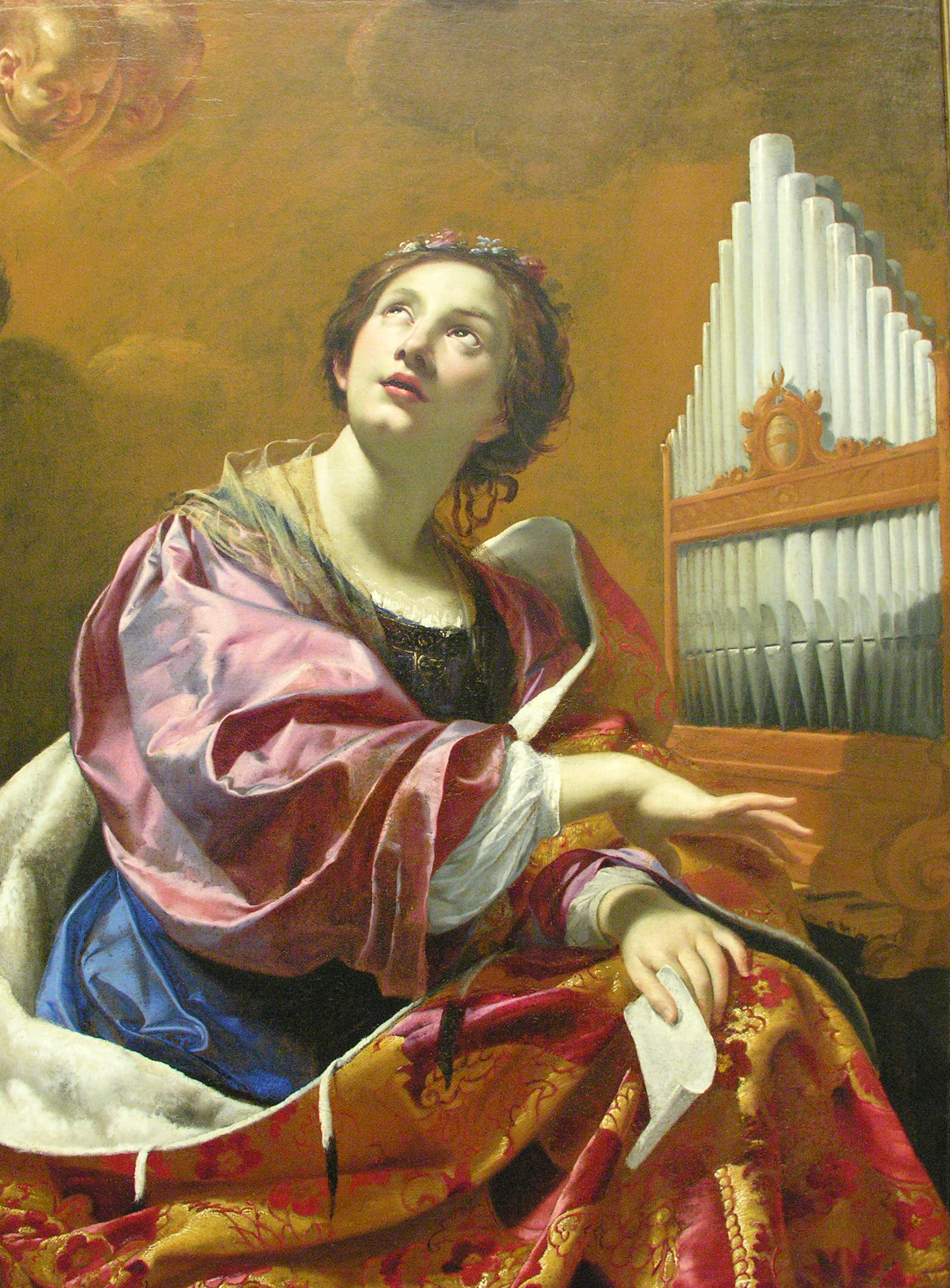
Santa Cecília (c. 1626), Museu de Arte de Blanton
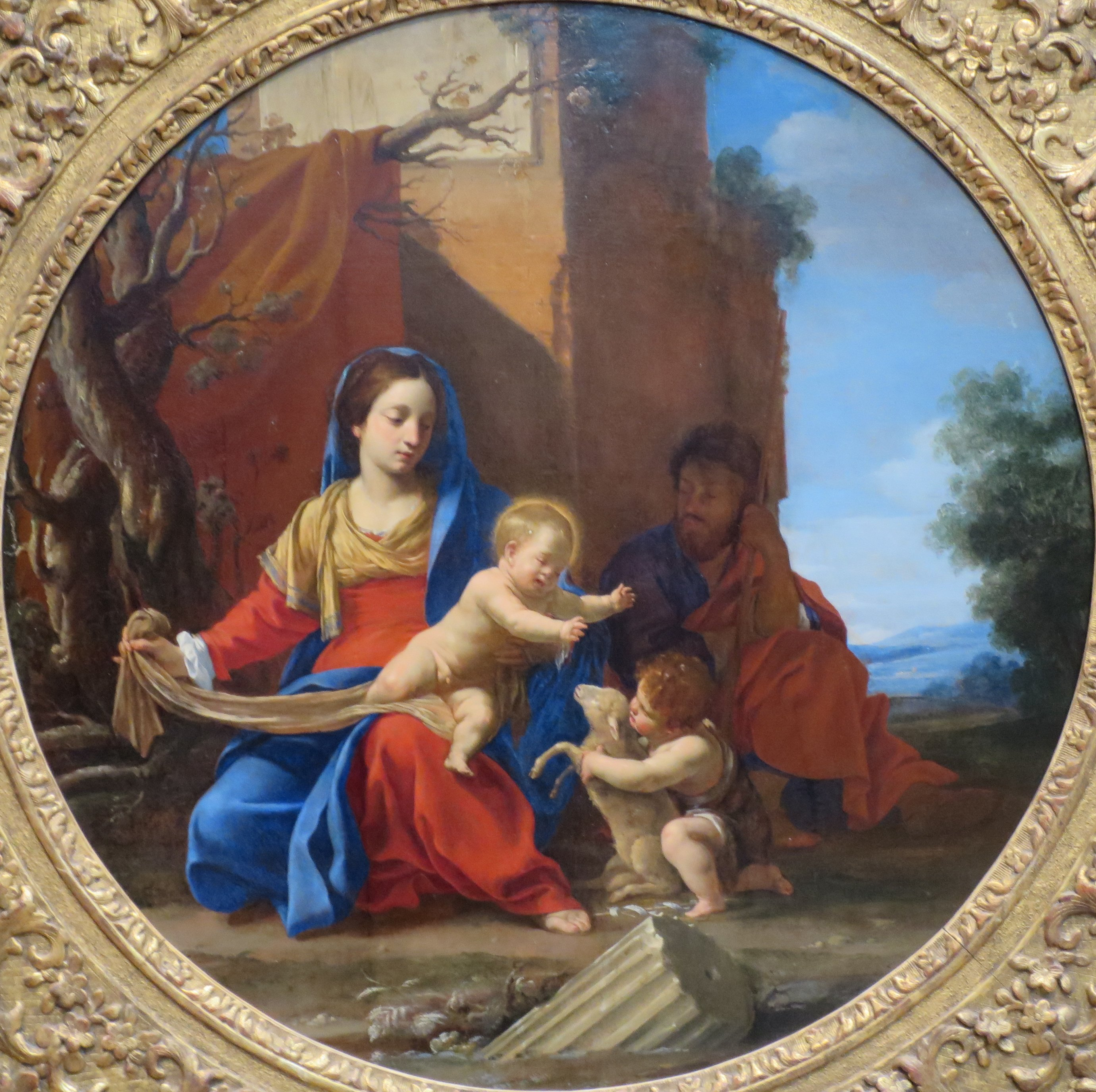
A Sagrada Família com o Menino São João Batista (1626), Legião de Honra, São Francisco
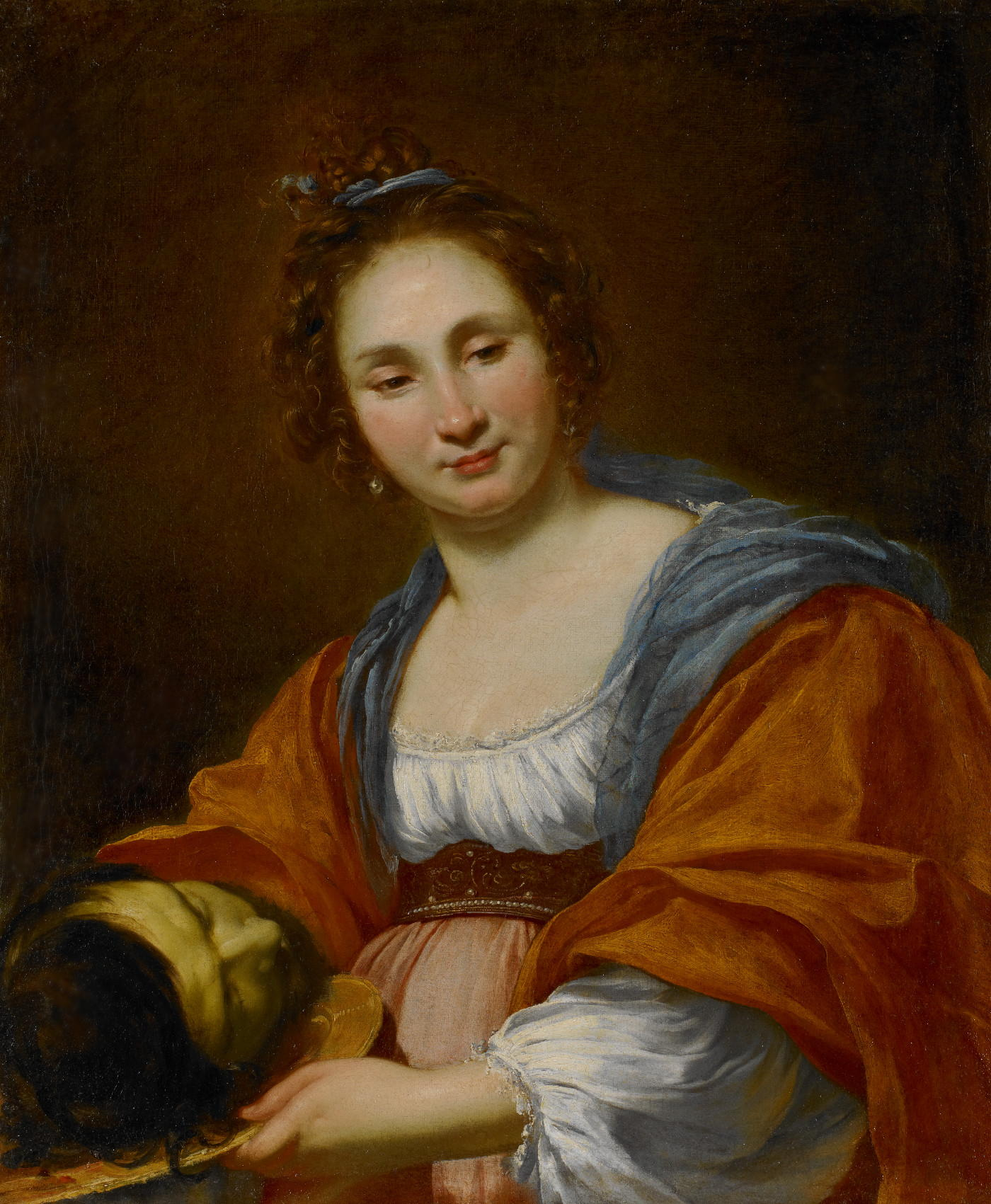
Salomé (1626-1627), Crocker Art Museum, Sacramento
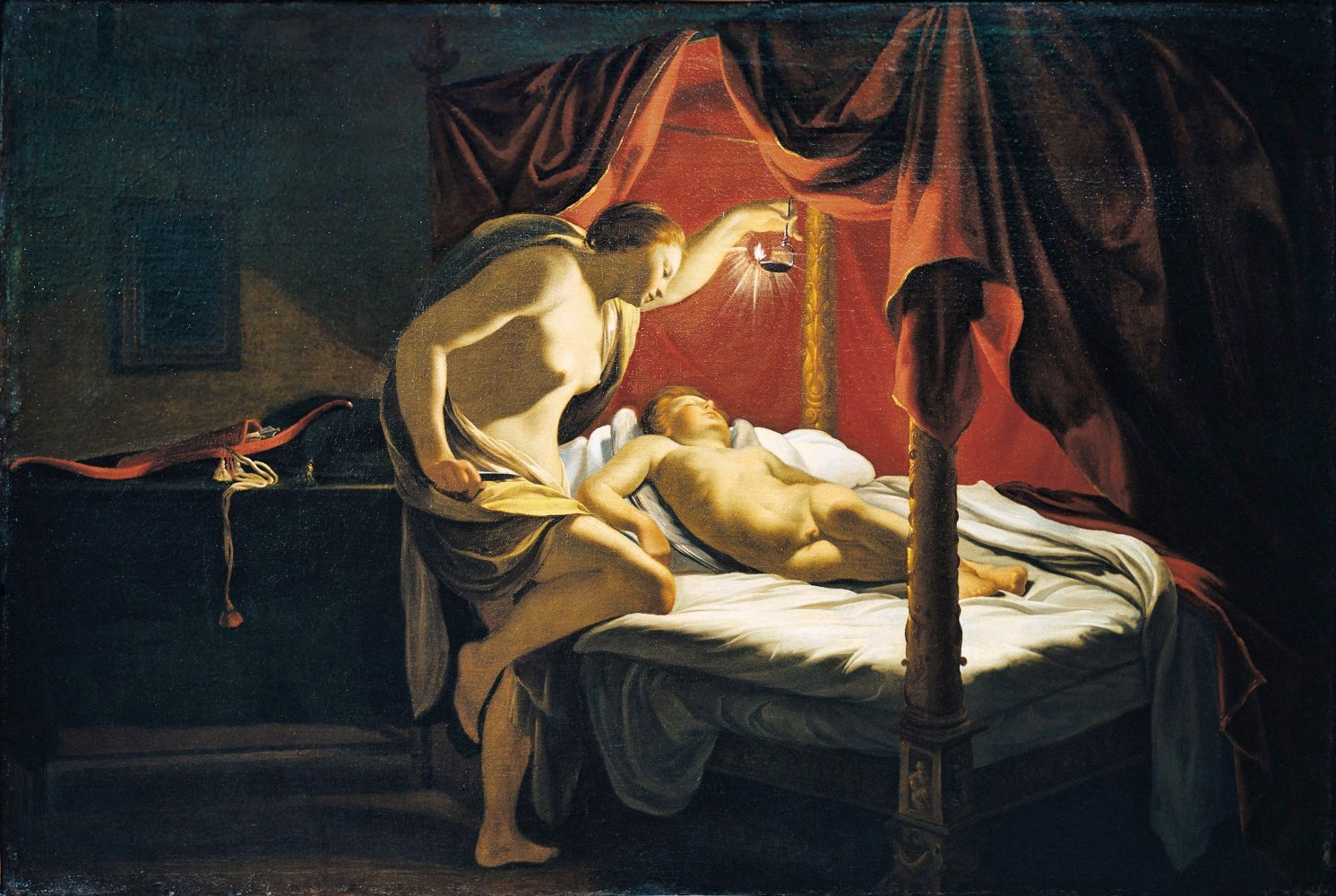
Cupido e Psique (1626-1629), Musée des Beaux-Arts de Lyon
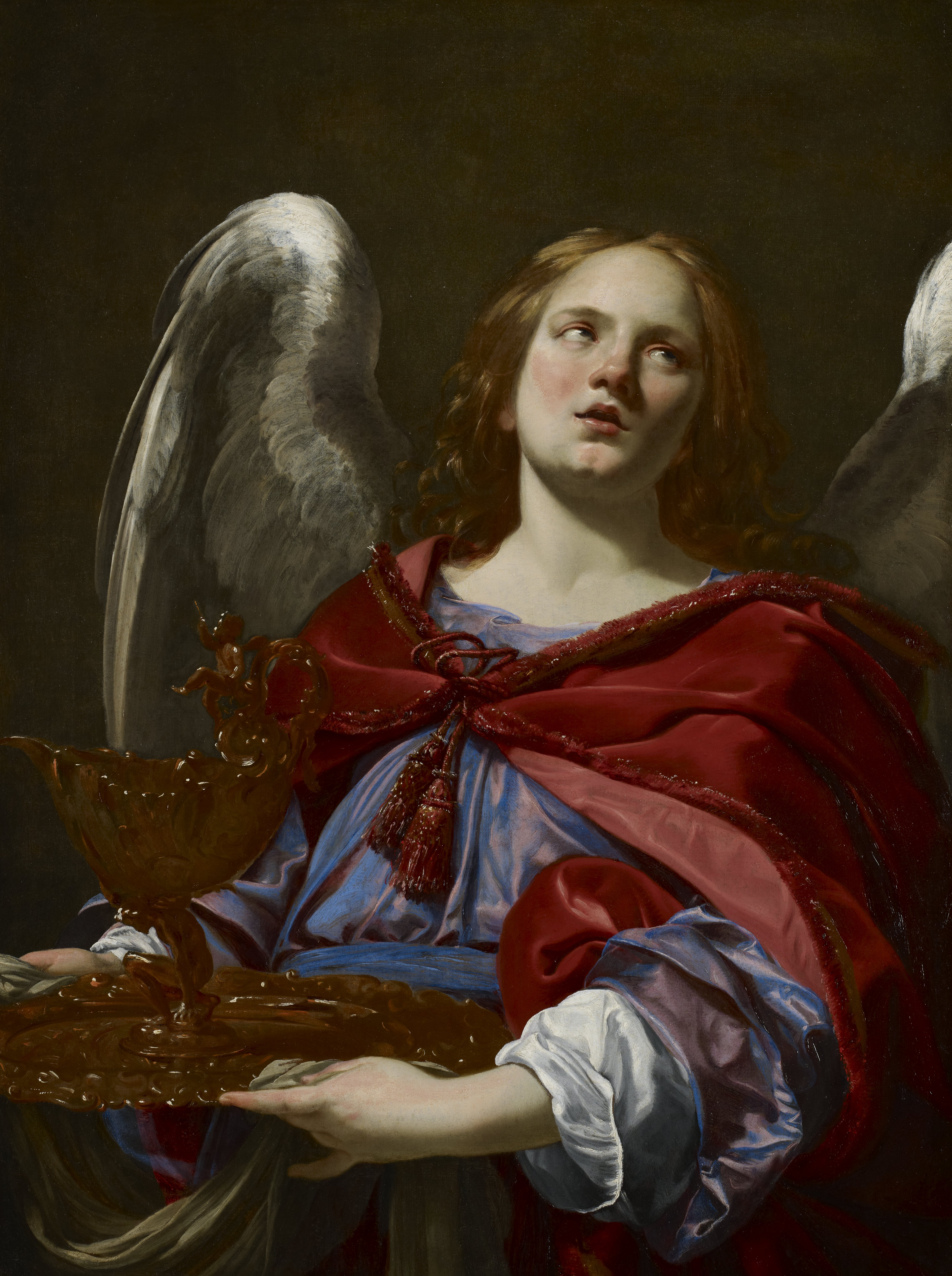
Anjo segurando o vaso e a toalha para lavar as mãos de Pôncio Pilatos (1627), Instituto de Artes de Minneapolis
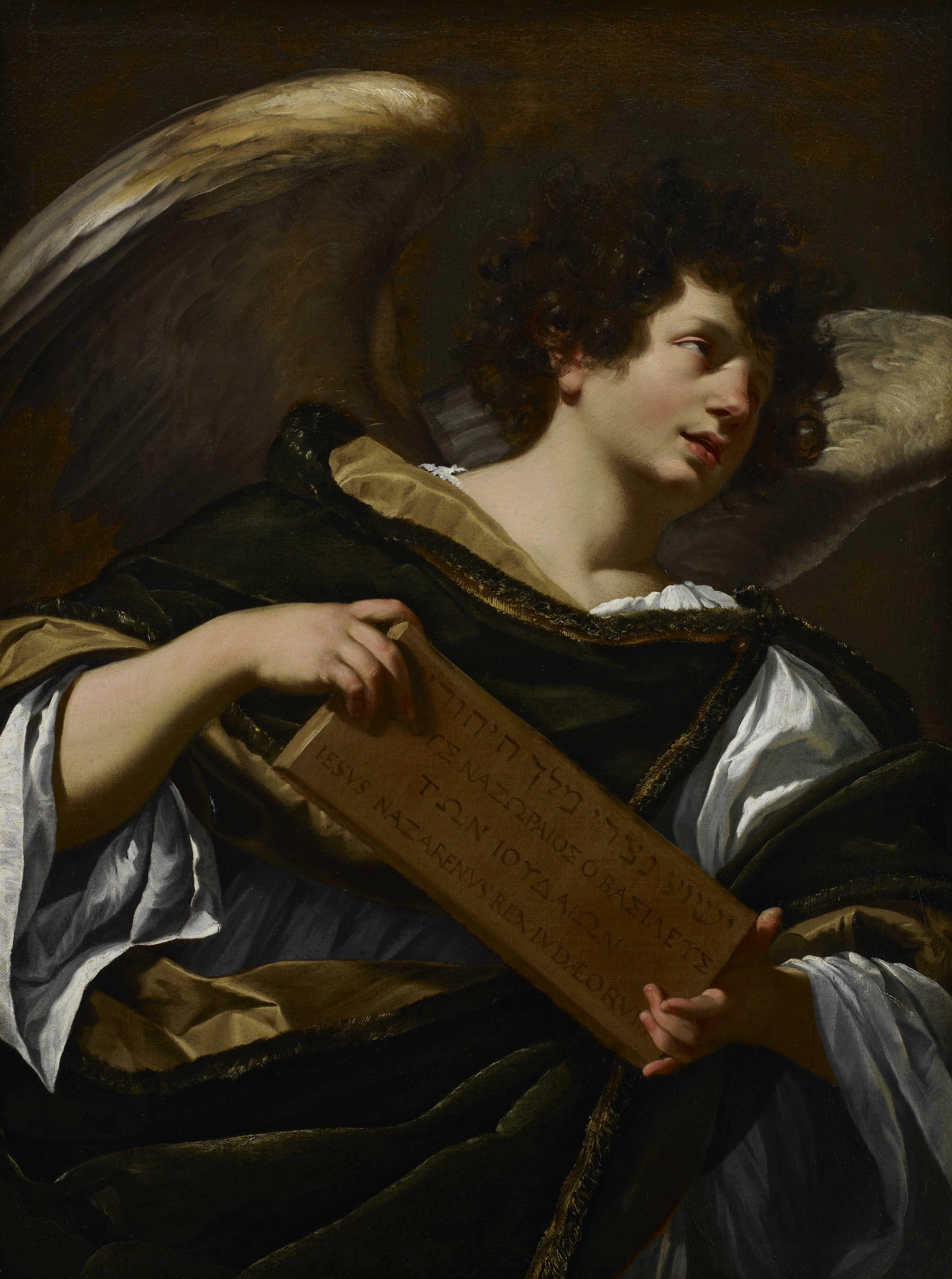
Anjo com a inscrição da cruz (1627), Minneapolis Institute of Arts
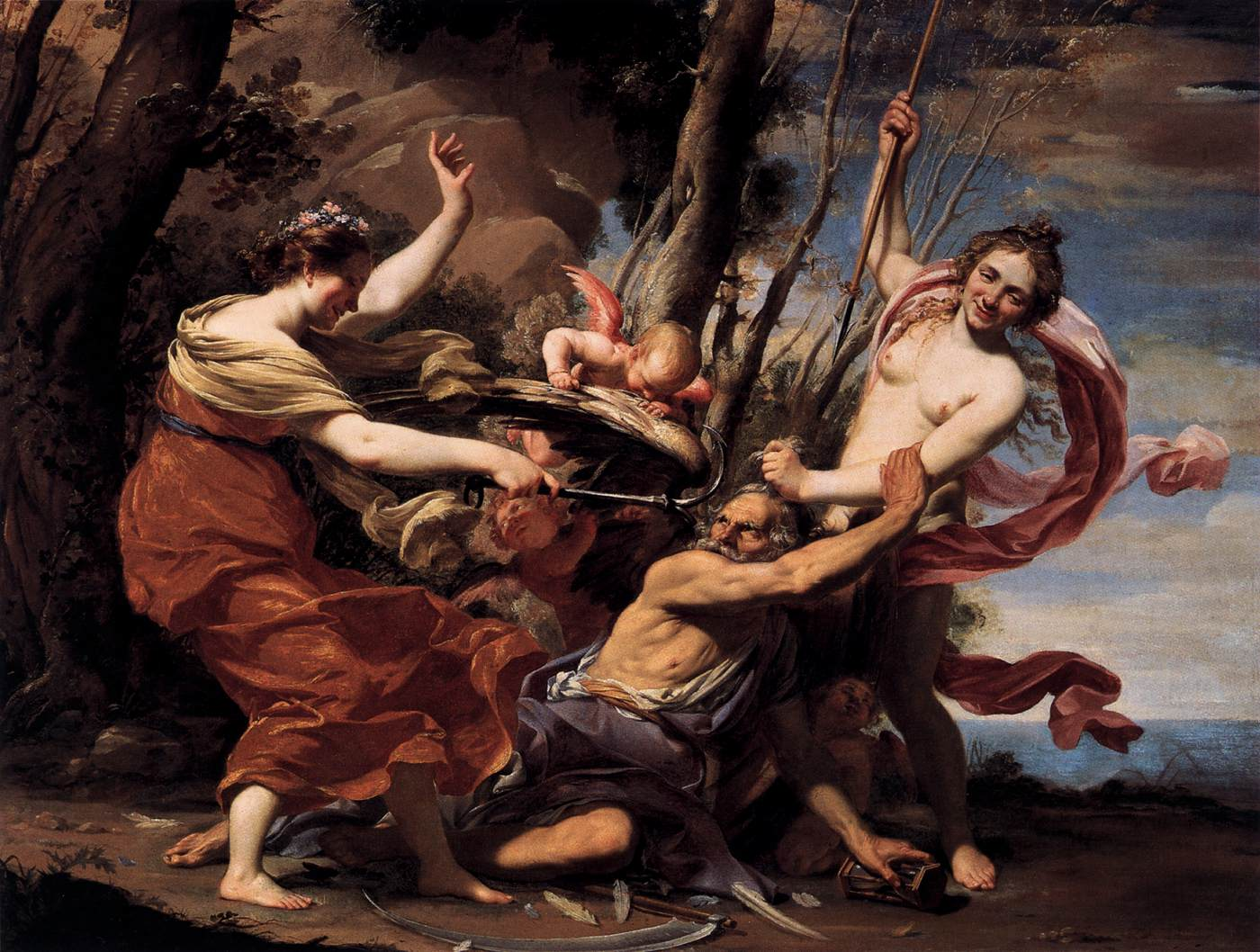
Time Vanquished by Love, Beauty and Hope (1627), Prado
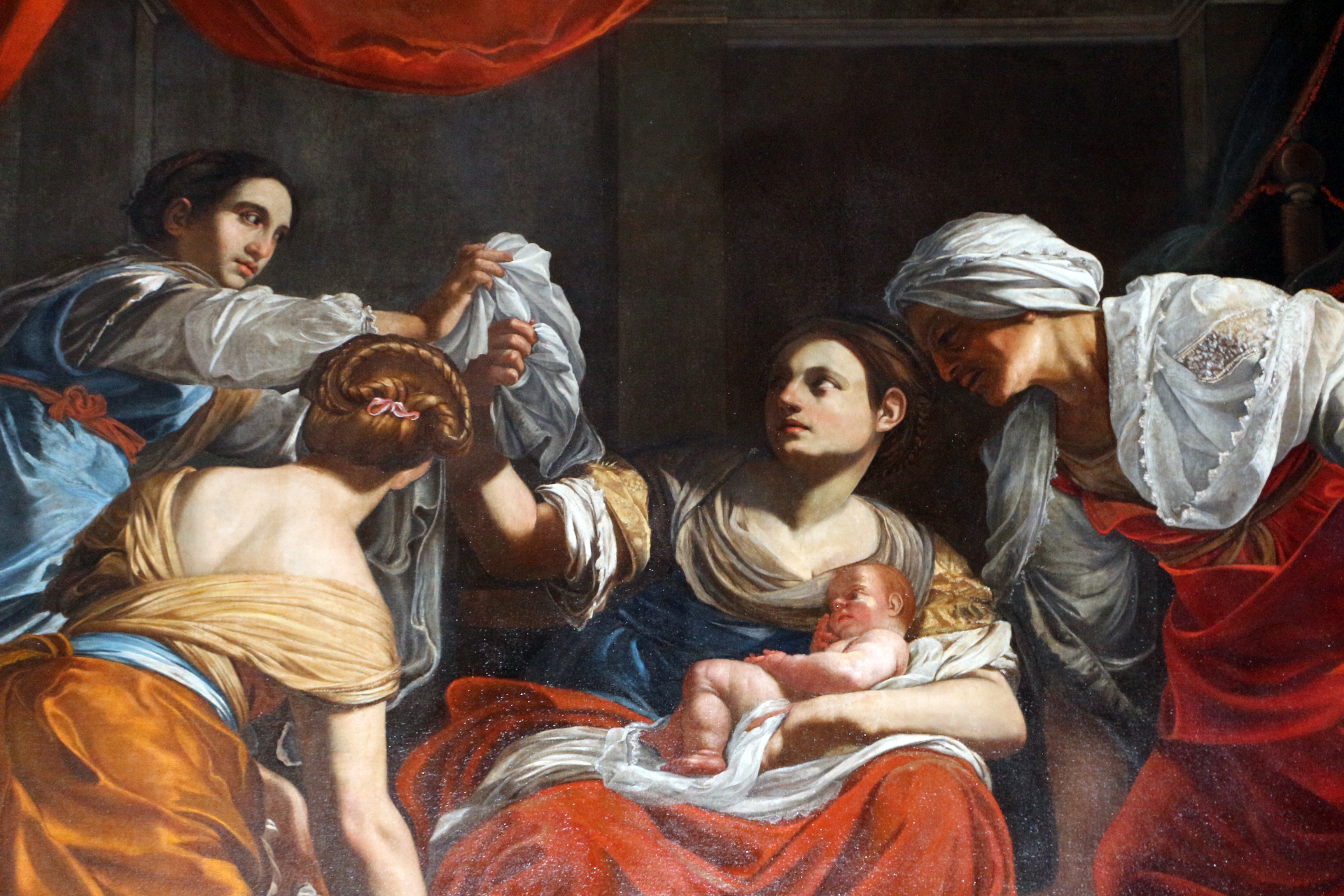
Natividade da Virgem (c. 1629), San Francesco a Ripa, Roma
Santa Maria Madalena (c. 1630), Cleveland Museum of Art
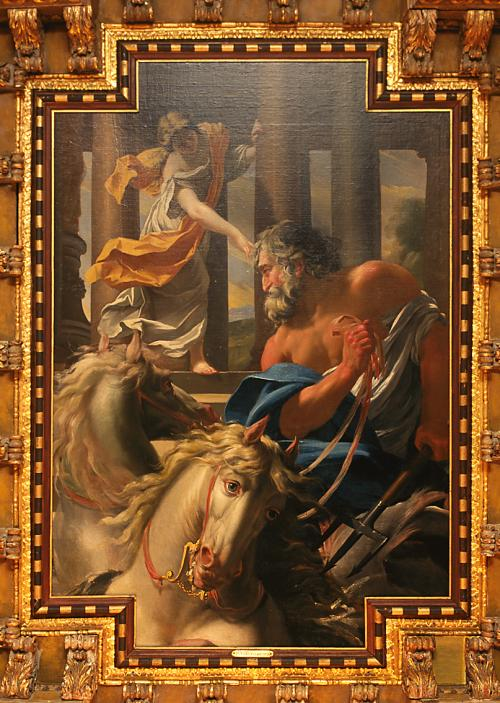
Netuno e Anfitrite (década de 1630) Castelo Hearst
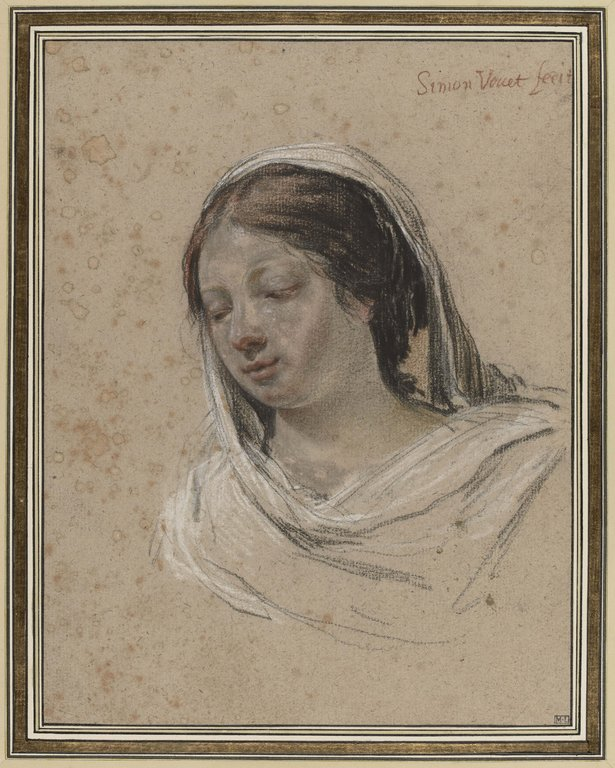
Mulher usando um véu branco (anos 1630), Louvre
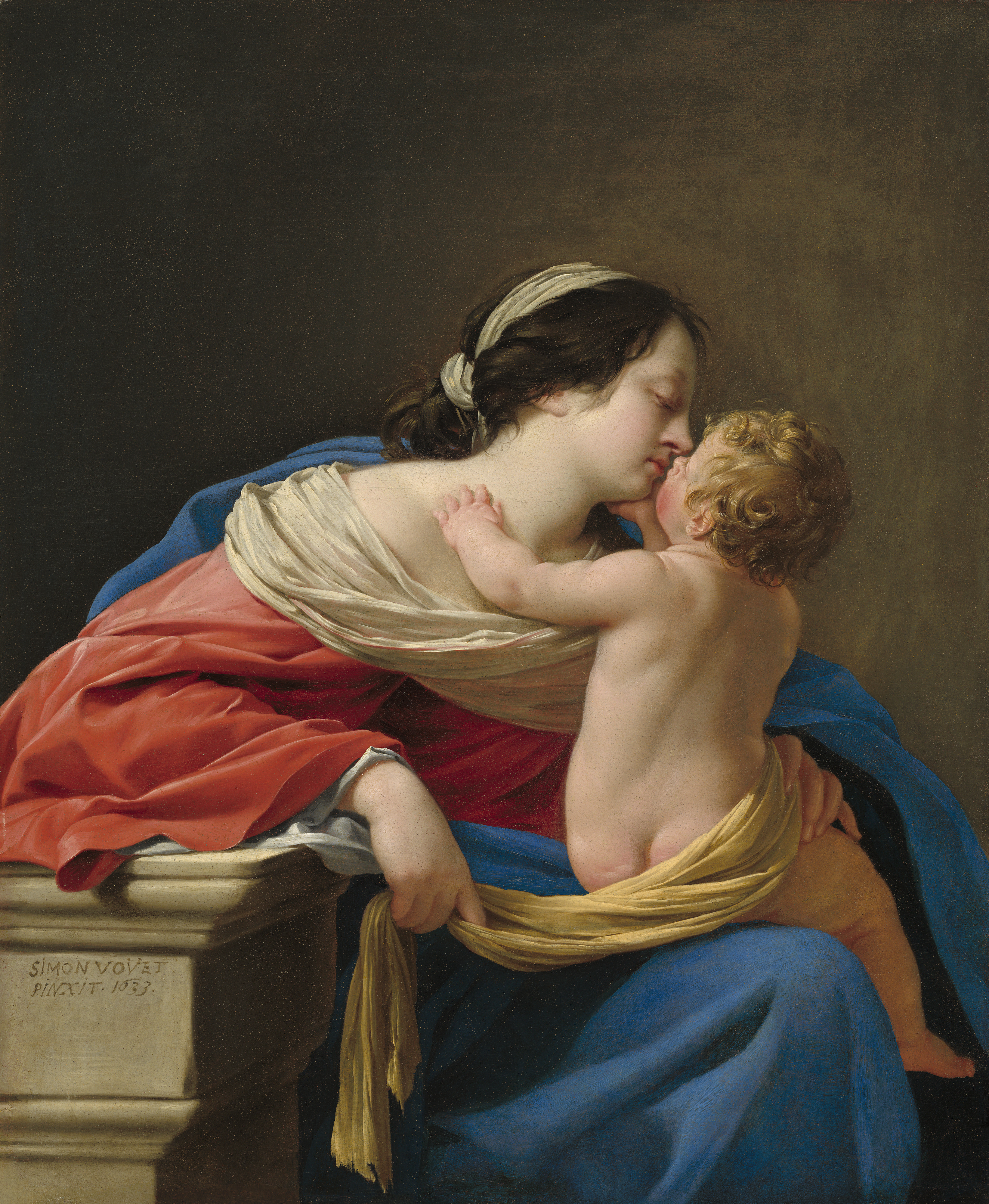
Madonna and Child (1633), National Gallery of Art, Washington, D.C.
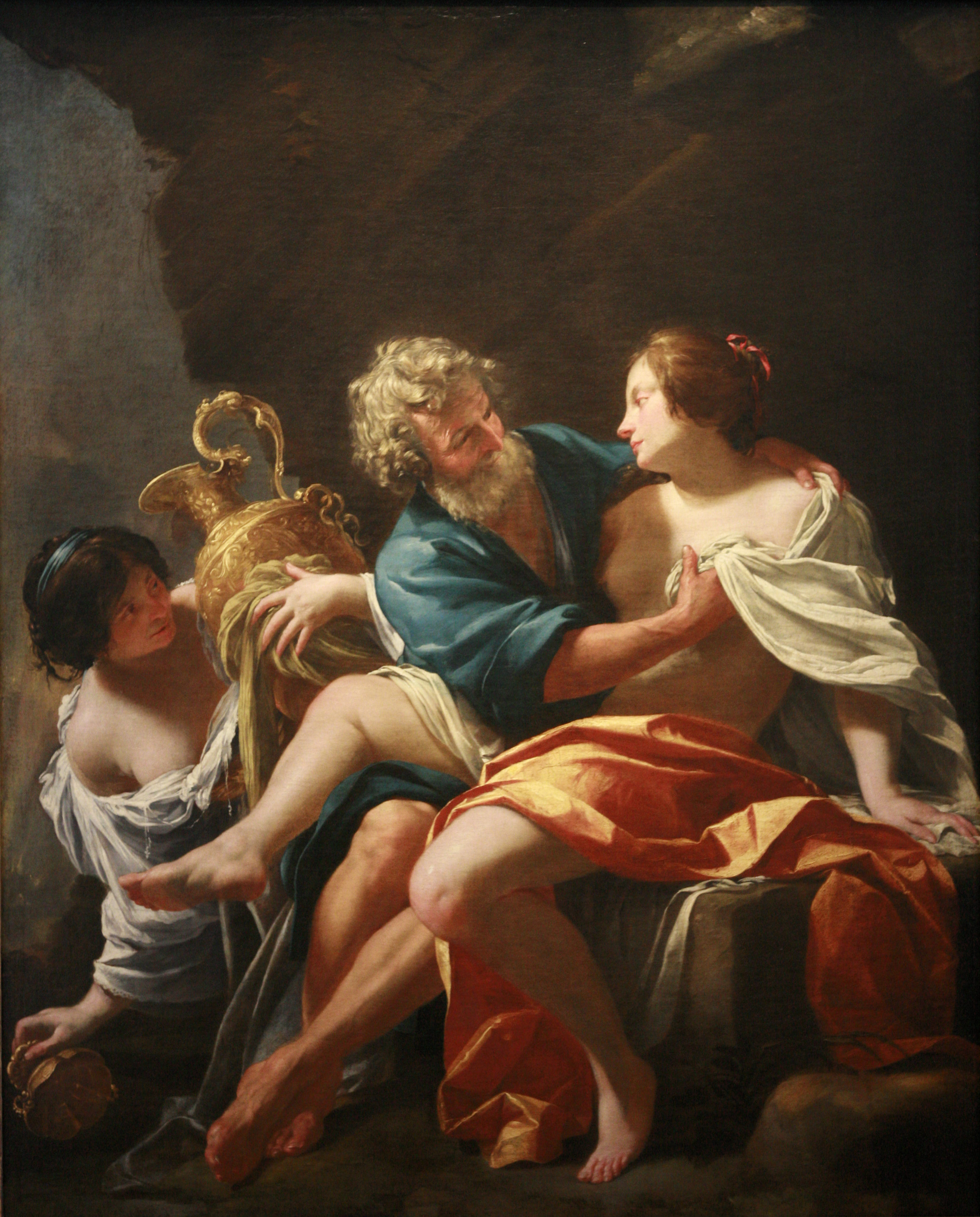
Lot and His Daughters (1633), Musée des Beaux-Arts de Strasbourg
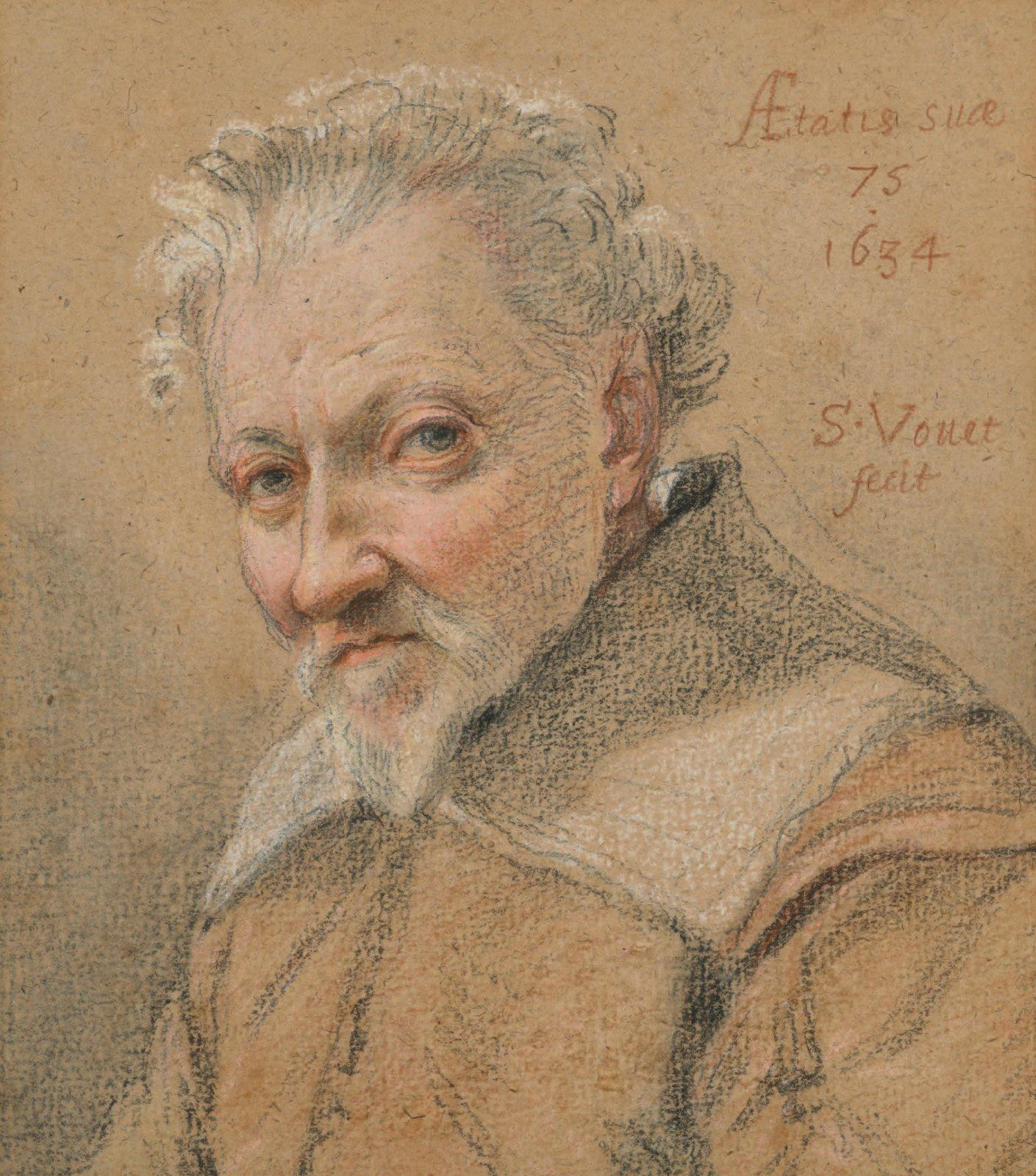
Retrato de um homem com 75 anos (1634), giz, pastel e tinta sobre papel, coleção particular
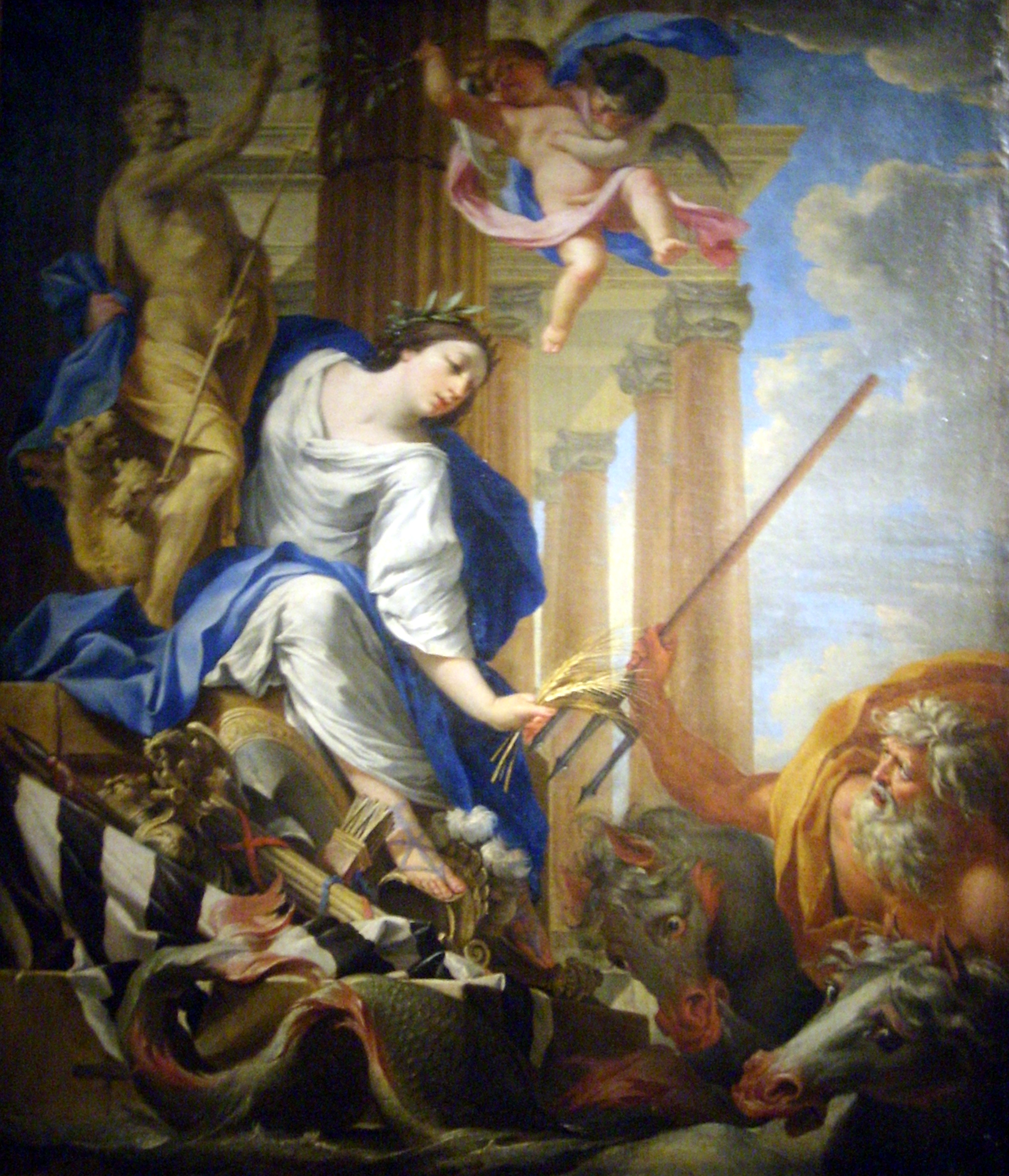
Ceres Trampling the Attributes of War (1635), Musée des Beaux-arts Thomas Henry, Cherbourg-Octeville
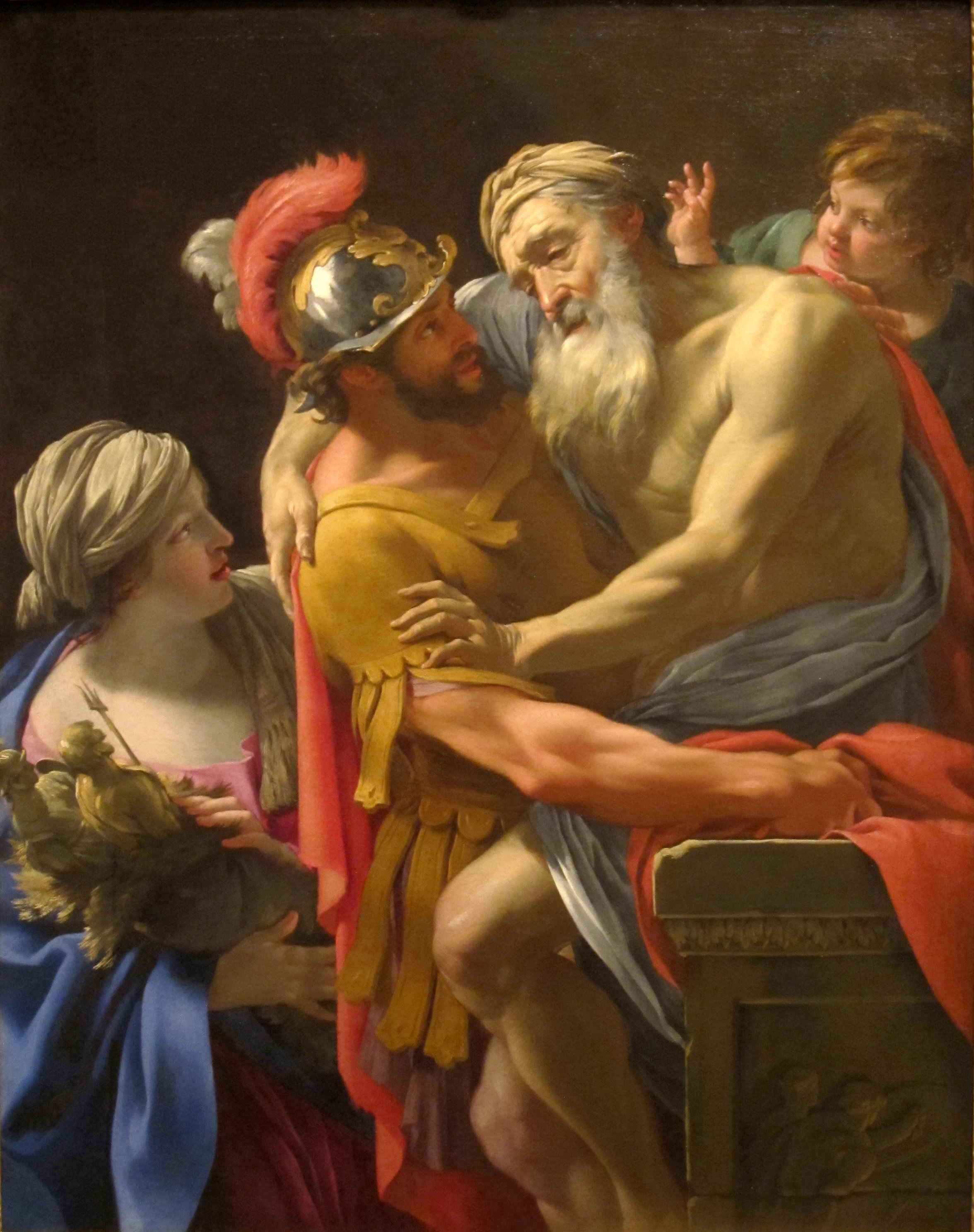
Enéias e seu pai Fleeing Troy (c. 1635), Museu de Arte de San Diego
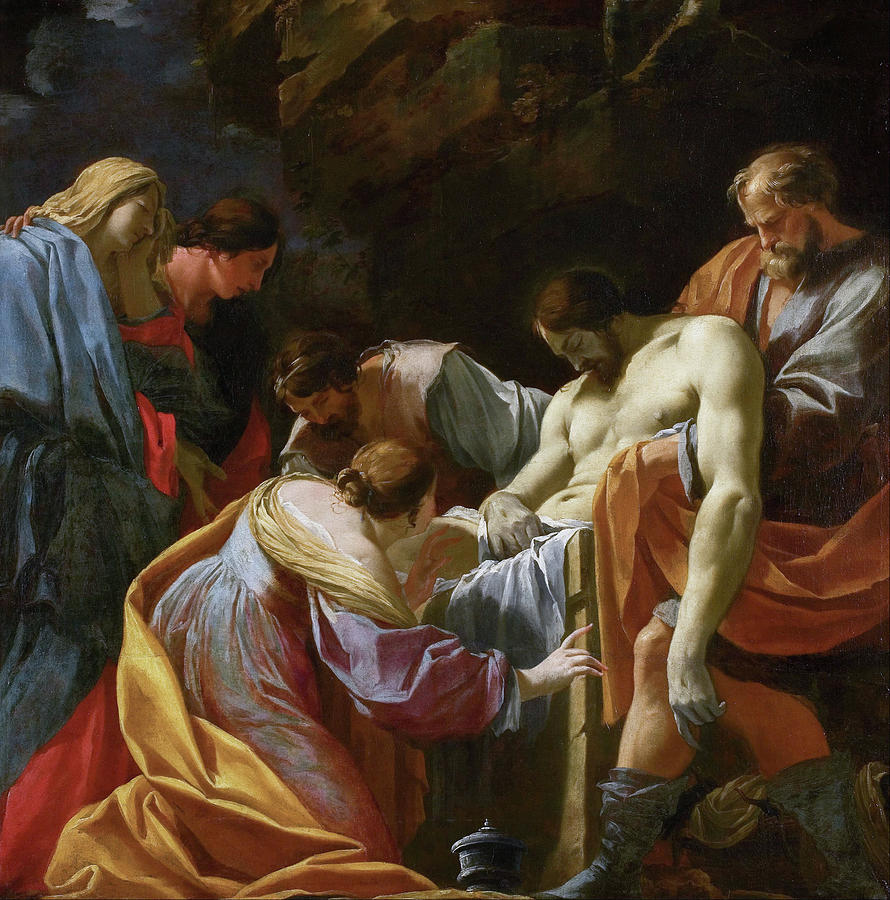
Deposição de Cristo (c. 1635), Musée d'art moderne André Malraux, Le Havre
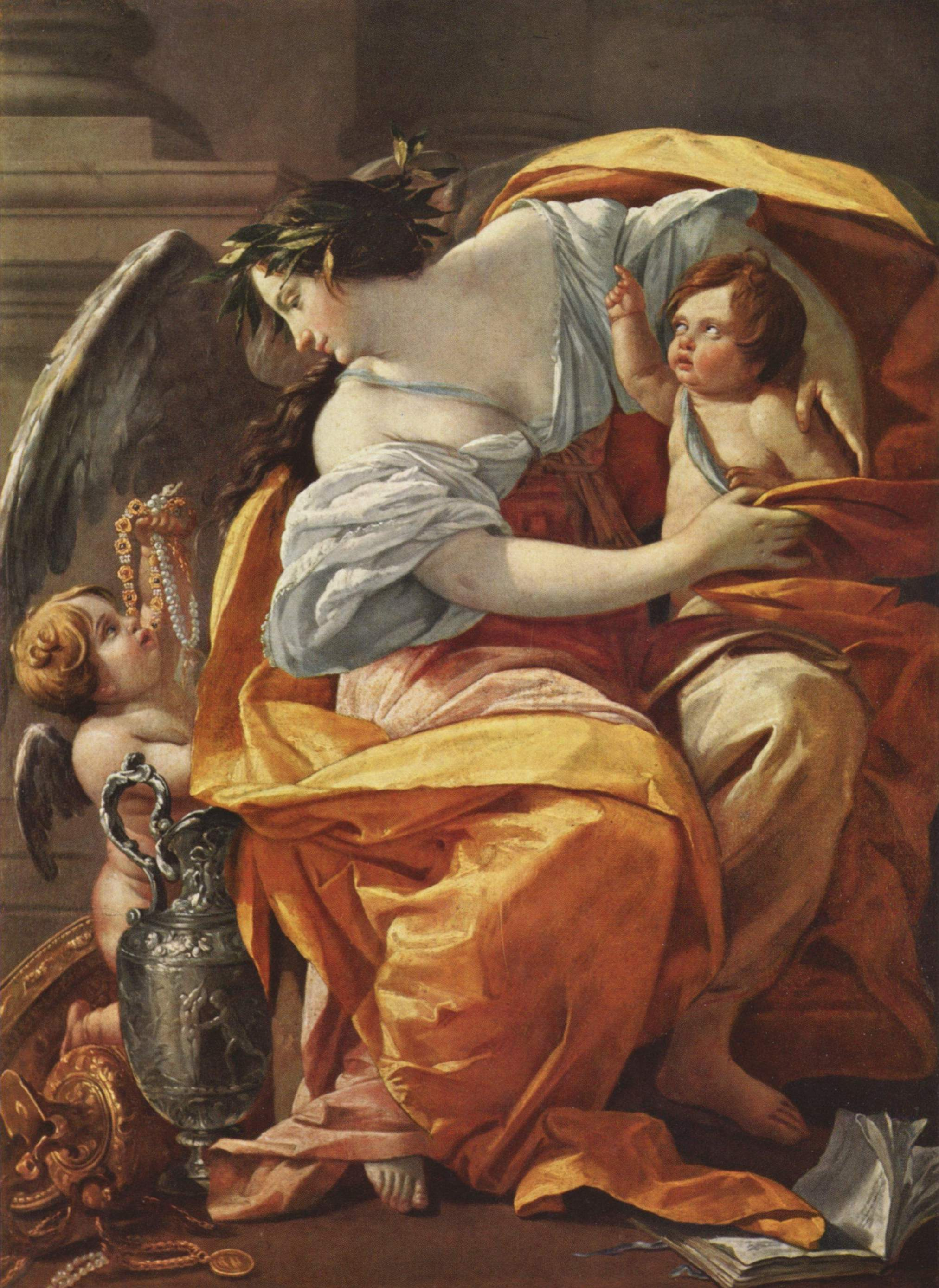
Alegoria da Riqueza (c. 1635-1640), Louvre
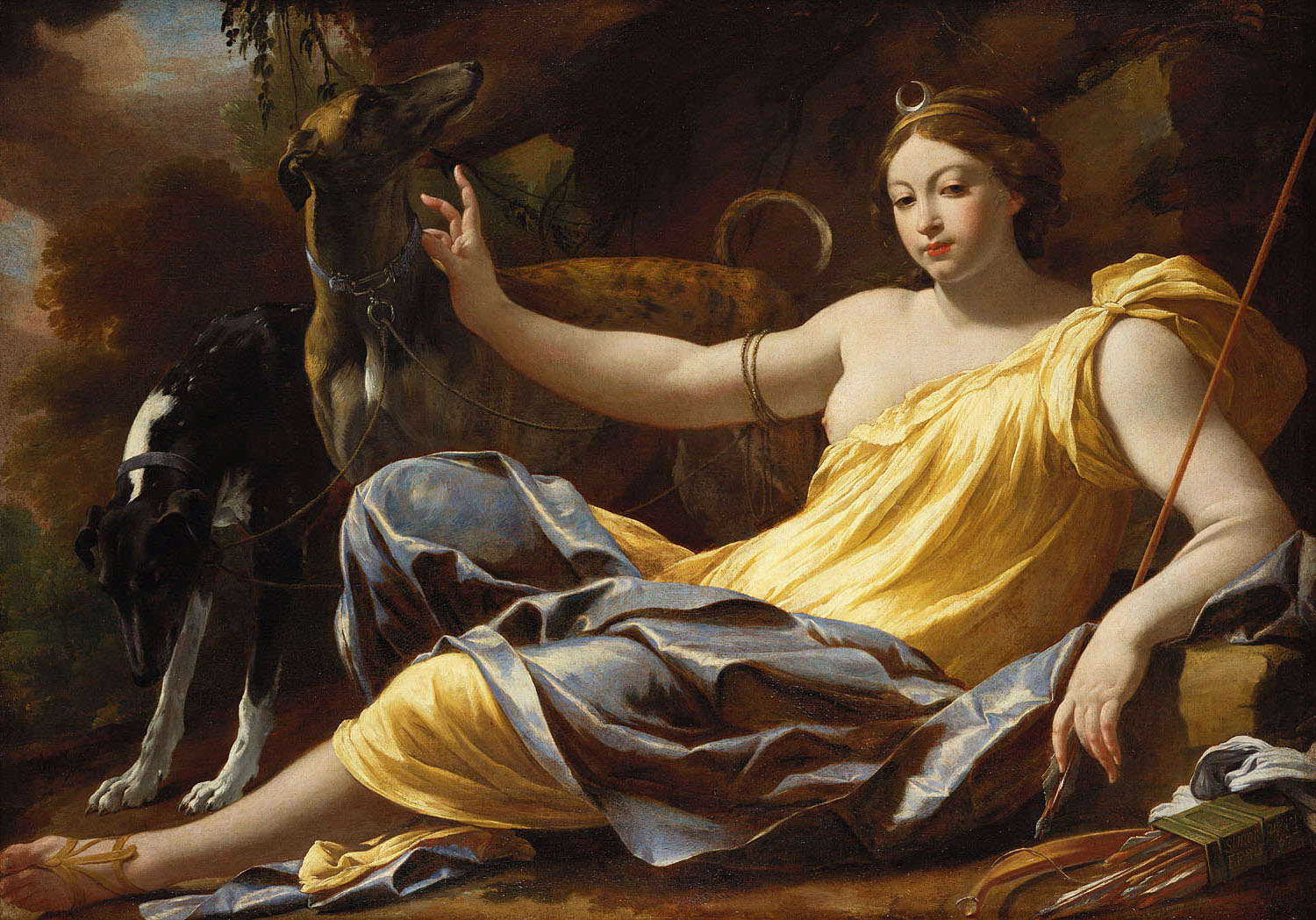
Diana (1637), Cumberland Gallery, Hampton Court Palace
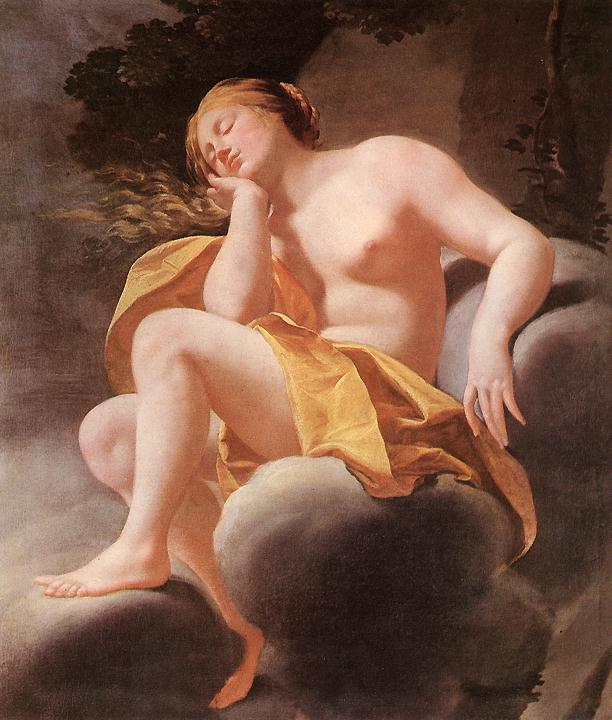
Sleeping Venus (1630–1640), Museum of Fine Arts, Budapest
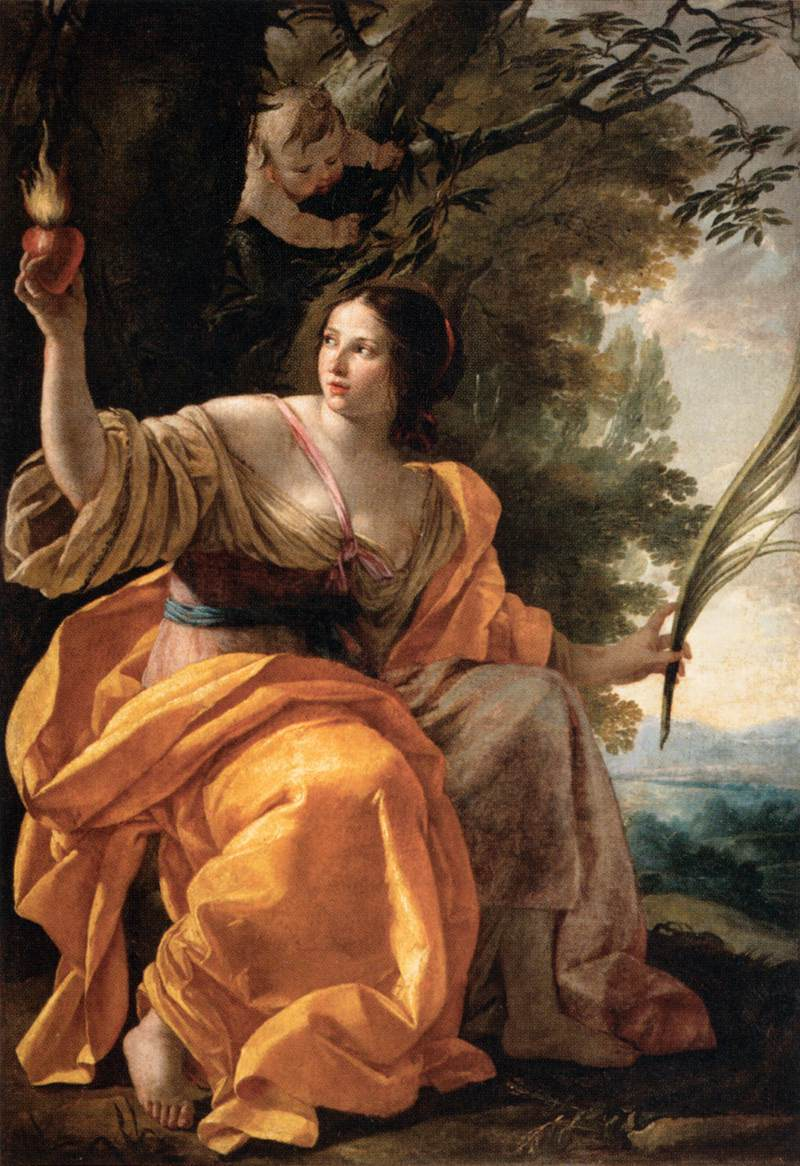
Heavenly Charity (c. 1640), Louvre
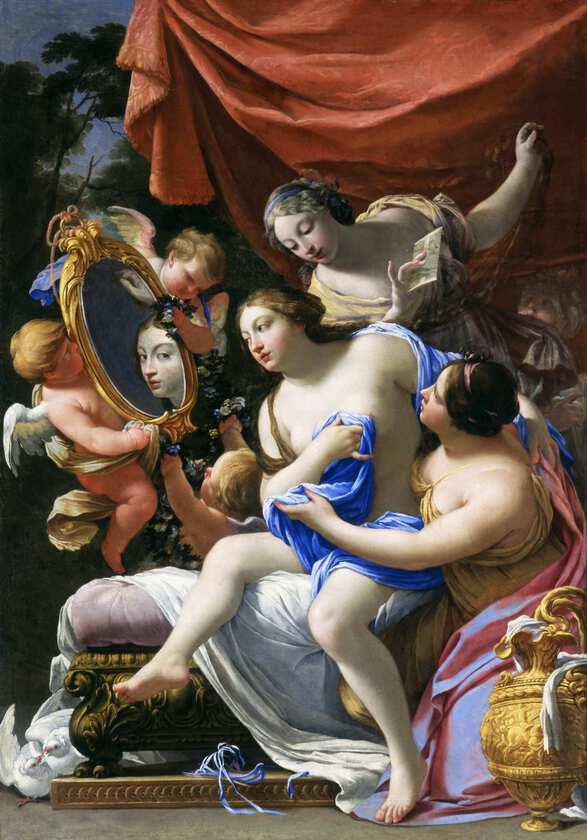
O banheiro de Vênus (c. 1640), Carnegie Museum of Art , Pittsburgh
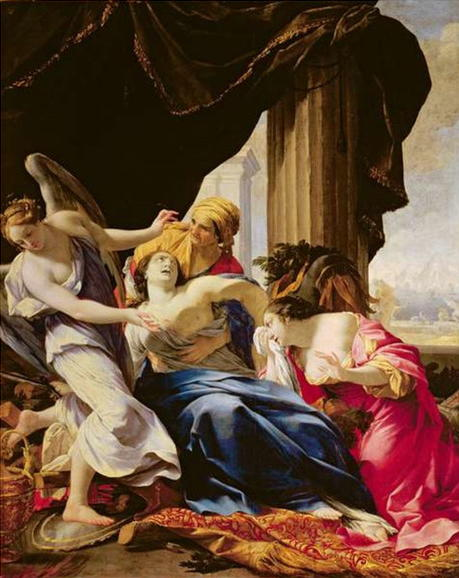
A morte de Dido (c. 1641), Musée des Beaux-Arts de Dole
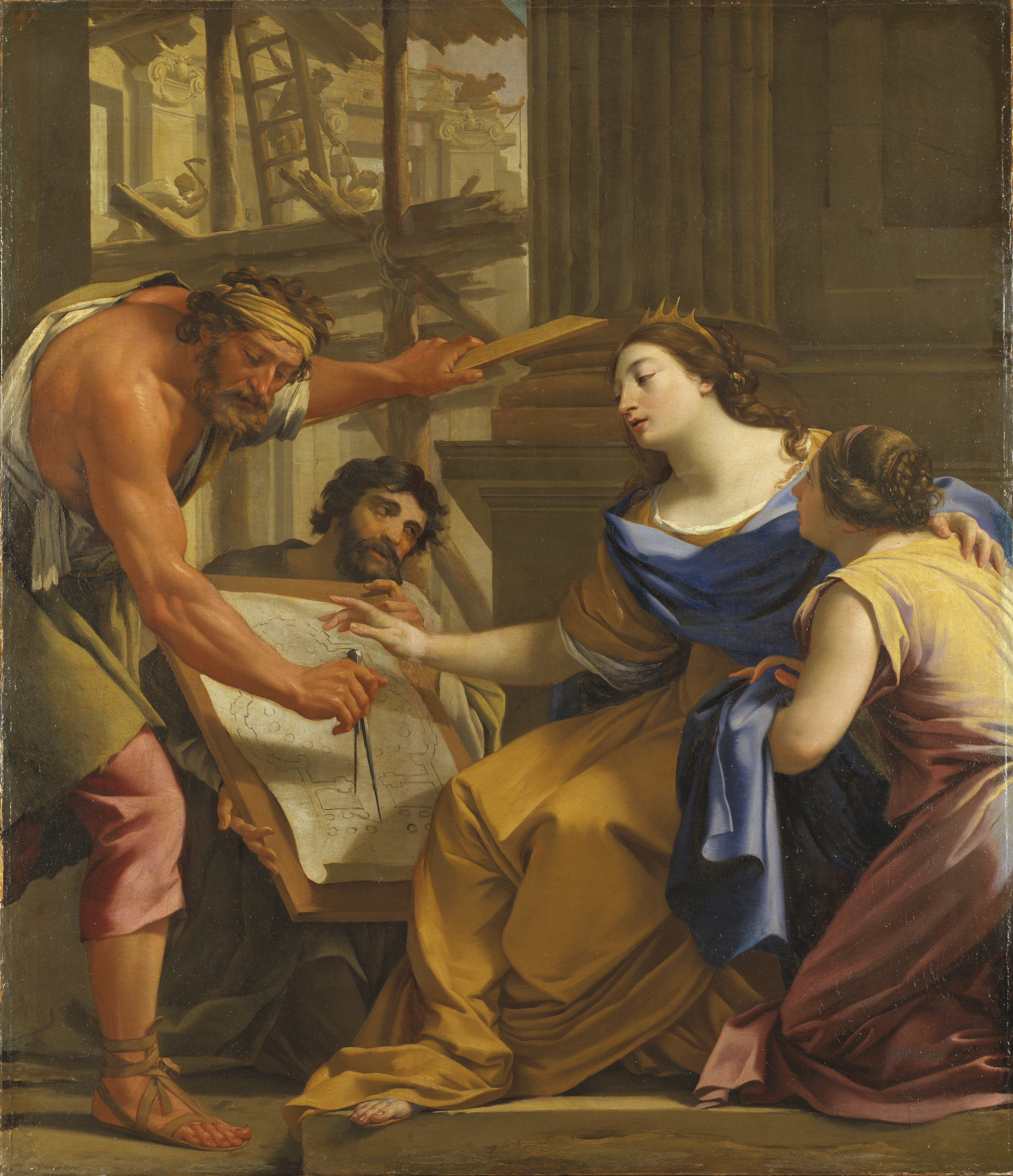
Artemisia Building the Mausoleum (início de 1640), Nationalmuseum, Estocolmo
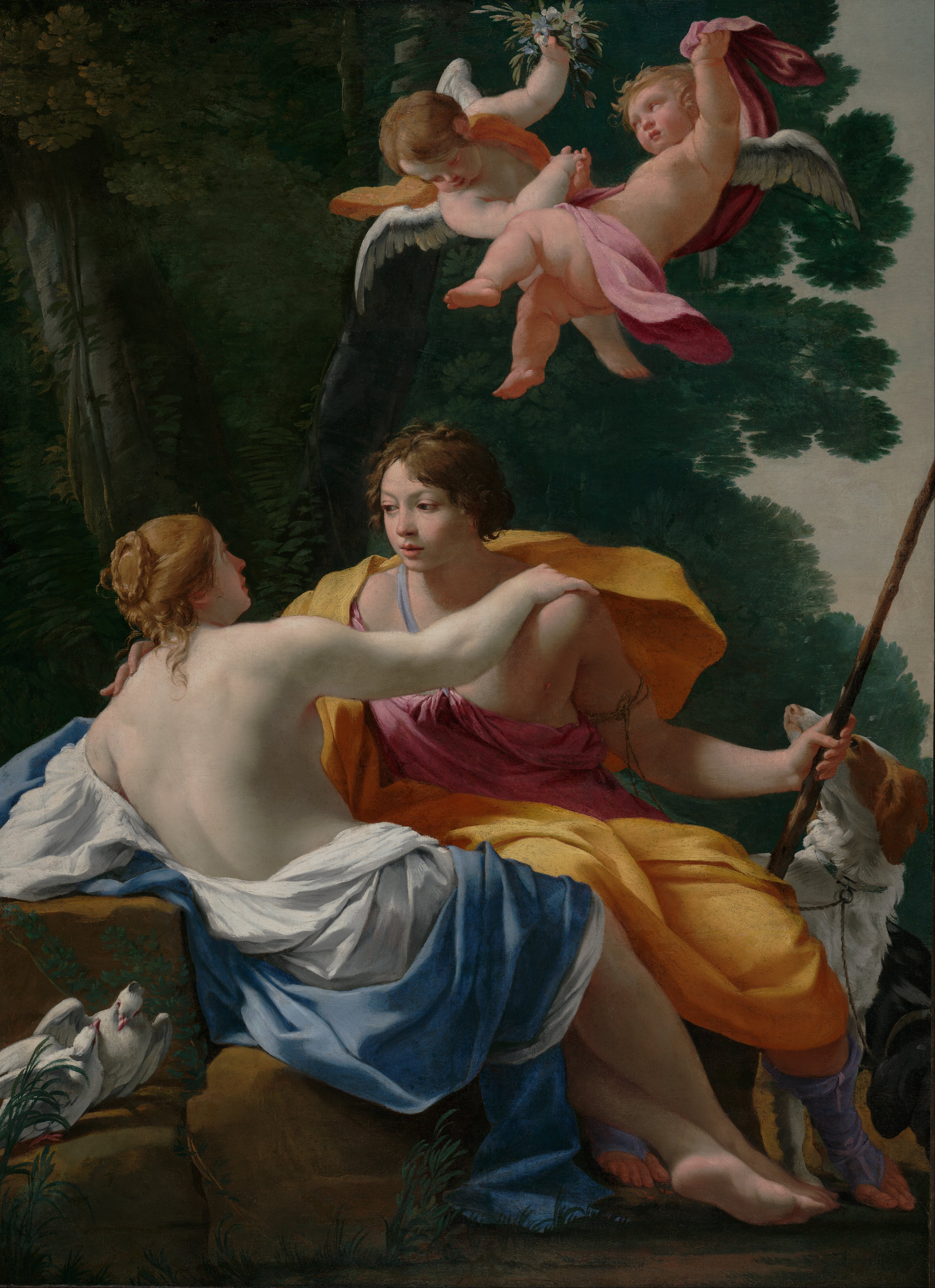
Venus and Adonis (1642), J. Paul Getty Museum
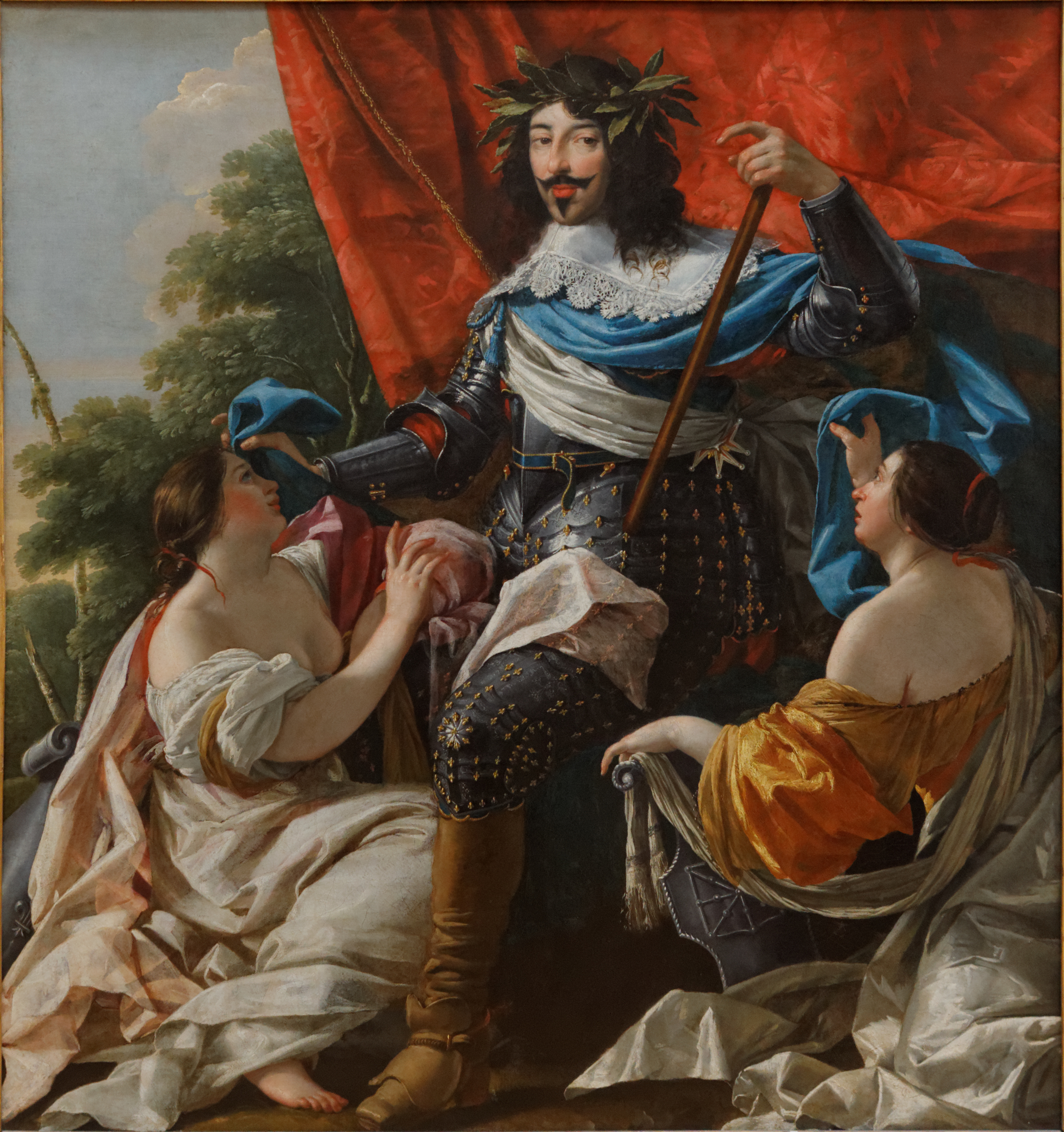
Retrato de Luís XIII (1643), Louvre
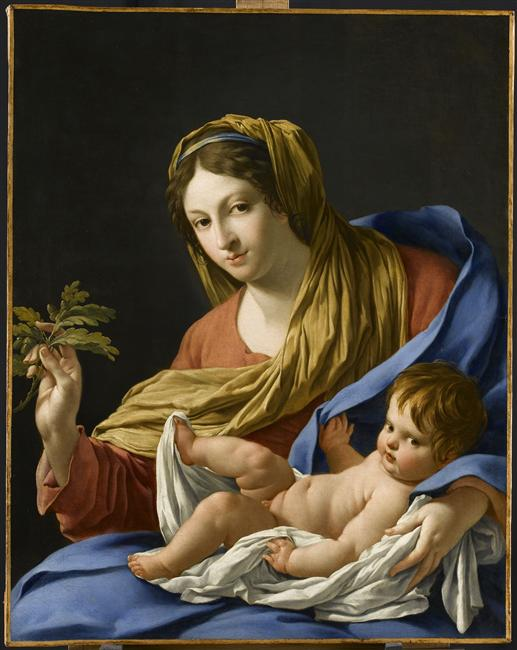
Hesselin Madonna ou Madonna do Corte de Carvalho (c. 1640-1645), Louvre
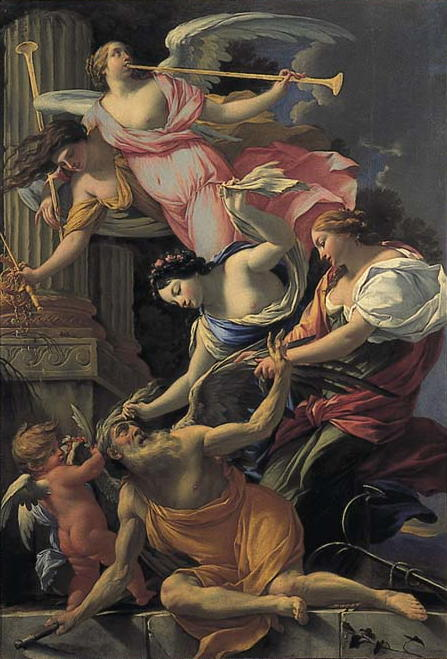
Time Vanquished by Love, Venus and Hope (1640–1645), Musée des Arts Décoratifs, Bourges
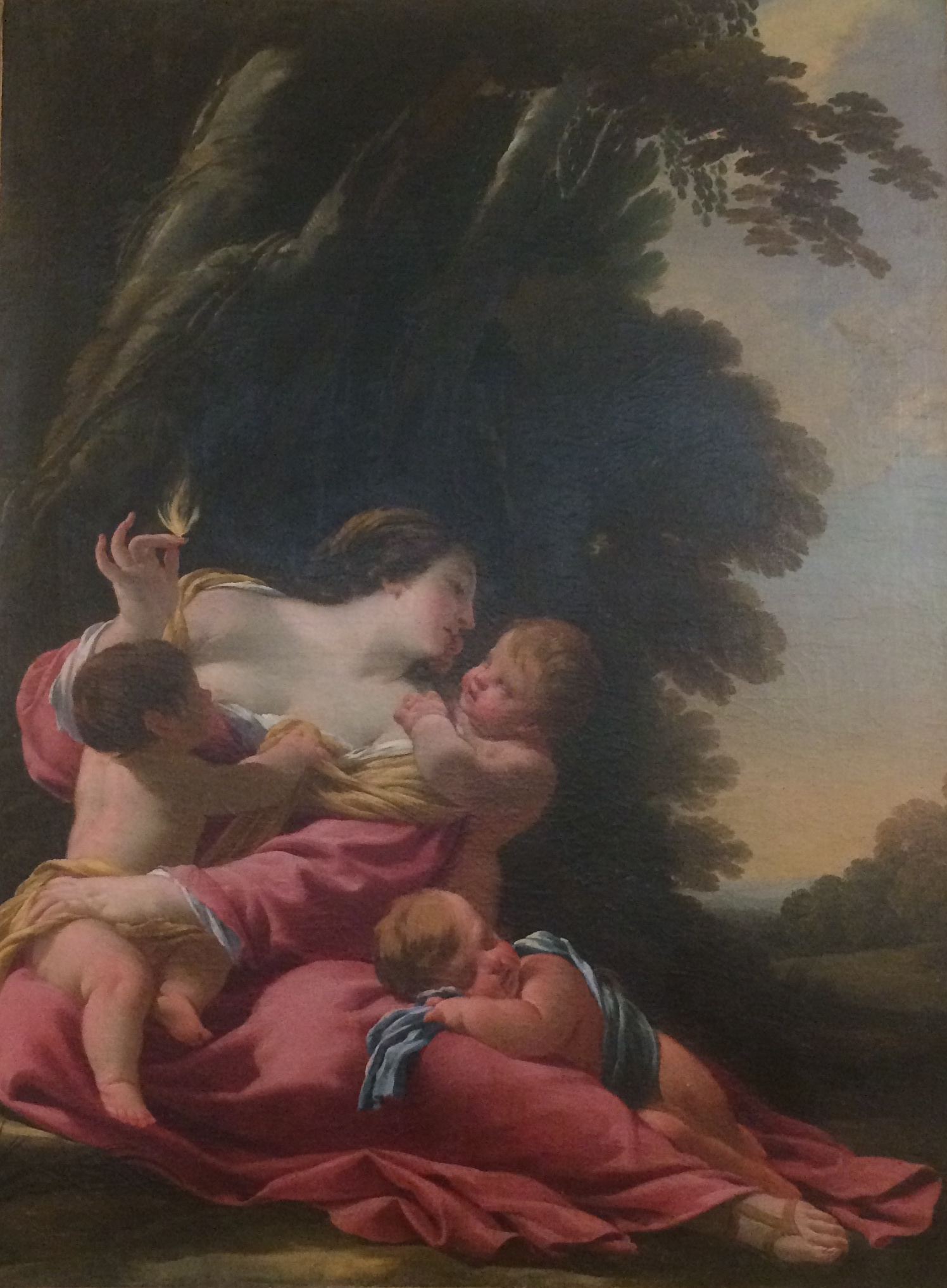
Allégorie de la Charité (1640–1645; possivelmente uma obra de estúdio), Musée d'Art et d'Histoire de Draguignan
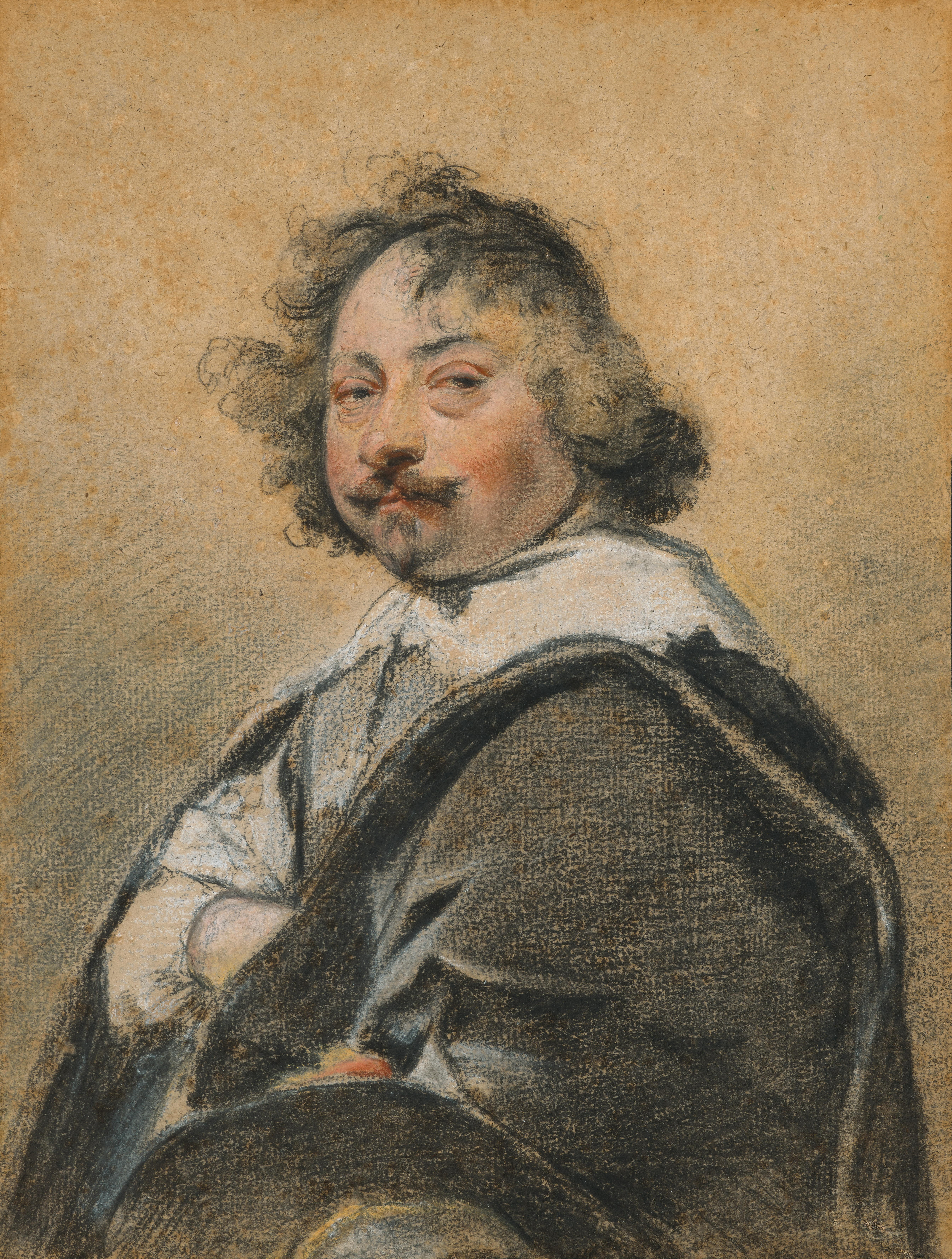
Retrato de homem de perfil, virado à esquerda, coleção particular.
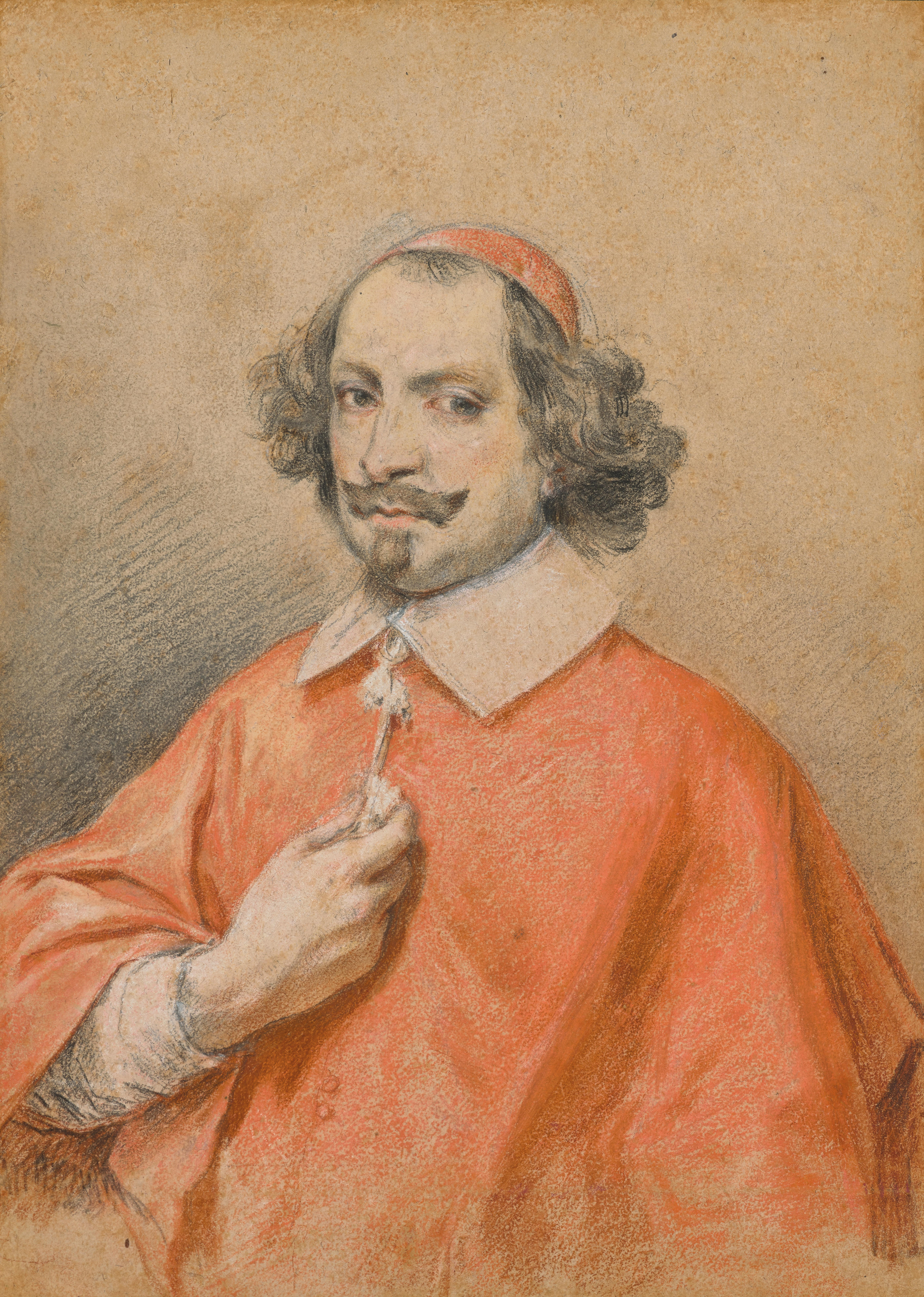
Retrato do Cardeal Jules Mazarin, Jules Mazarin, coleção particular
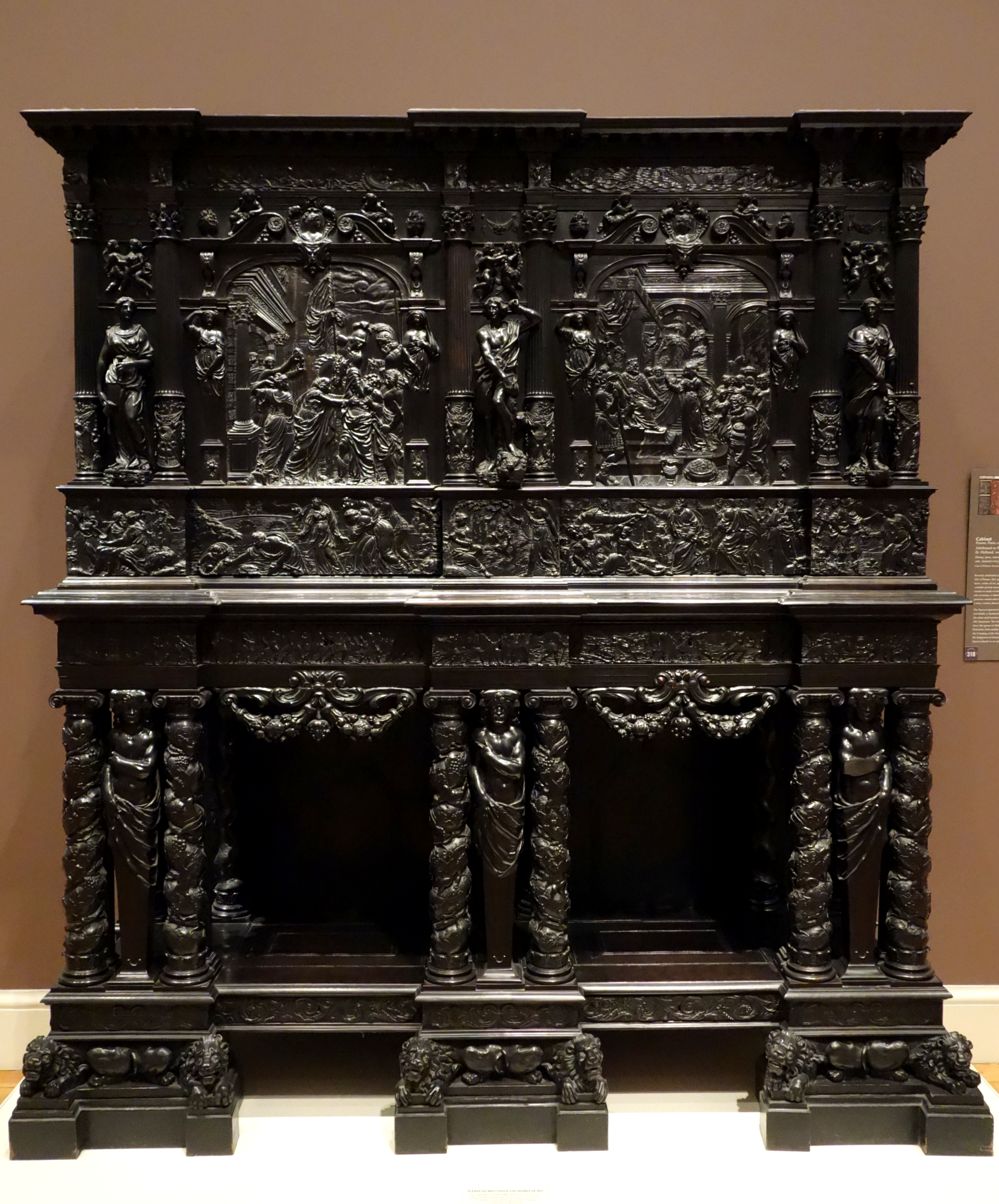
Gabinete atribuído a Pierre Gole (c. 1620-1684), Legião de Honra, São Francisco